# 坎佩尔
坎佩尔（法語：Quimper，發音：[kɛ̃pɛʁ] ⓘ），法国西部城市，布列塔尼大区菲尼斯泰尔省的一个市镇，同时也是该省的省会，下辖坎佩尔区，其市镇面积为84.5平方公里，2022年1月1日时人口数量为64,530人，是该省人口第二多的市镇，在法国市镇中排名第87位。
坎佩尔位于菲尼斯泰尔省南部，两条河流的交汇处，距离海岸线大约16公里，是法国本土最西端的省会城市，也是一个区域性的中心城市和交通枢纽，与周边十余个市镇组成了坎佩尔西布列塔尼城市圈公共社区。坎佩尔是法国艺术与历史之城，古典时期为奥西斯米人的活动范围，中世纪中后期逐渐发展成为布列塔尼半岛西南部的行政中心，近代因制瓷业而得到发展。1960年，坎佩尔与周边另外3个市镇合并，人口数量与面积均得到大规模的增加。
坎佩尔常被认为是布列塔尼的代表性城市，因其老城区内的传统建筑和文化而闻名，戴高乐将军曾称坎佩尔为“布列塔尼之魂”，当地每年举办多个项目的文化节目。

## 地名来源
“坎佩尔”一名来源于凯尔特语，其布列塔尼语形式为，其中这一前缀意为“汇合”，而意为“溪流”，该名称可能与当地的自然景观（两河交汇）有关。18世纪时，为纪念当地历史上的首位主教科朗坦，当地曾被更名为，“科朗坦”后缀在法国大革命期间被删除。

## 历史

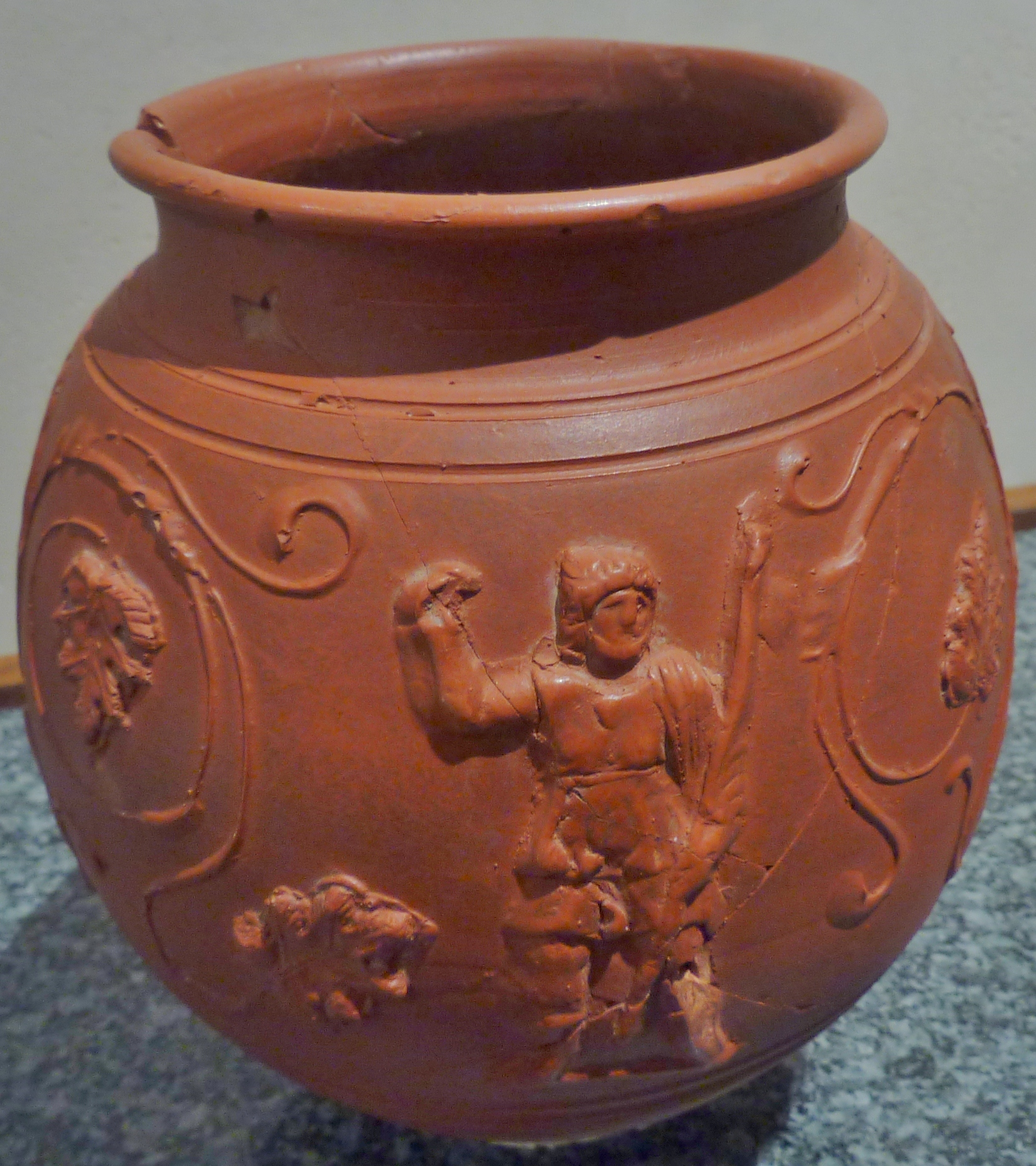
坎佩尔附近出土的罗马时期的瓷器文物

坎佩尔是法国艺术与历史之城，现代的考古发掘使得人们对当地的历史文化有了进一步的了解。

### 古典时期
坎佩尔的利内奥斯蒂克街区（Linéostic）内发现的巨石阵遗址证明这一地区早在公元前2000年就已出现人类活动，而市区西南部的珀南克雷阿克街区（Penancréac'h）则发现了该区域内历史最久远的房屋建筑遗迹。公元前二世纪左右，坎佩尔附近区域为奥西斯米人的活动范围，奥代河谷中已形成了多个零散的村落，并普遍使用土泥（Torchis）作为建筑材料。罗马人入侵后在奥代河左岸的弗吕日山麓修建了洛克马里亚，城市面积达4公顷，被当地史学家让·保罗-勒比昂先生（Jean-Paul Le Bihan）认为是现代坎佩尔城市的前身。但其具体范围及人文风貌尚无从考证。1995年，洛克马里亚街区内曾发现了大规模的人类墓穴，根据史学家推断，其常住居民数量应该在一千至一千五百人左右，并在公元3世纪末出现了一条连接布列塔尼半岛西北部区域的罗马道路。

### 中世纪

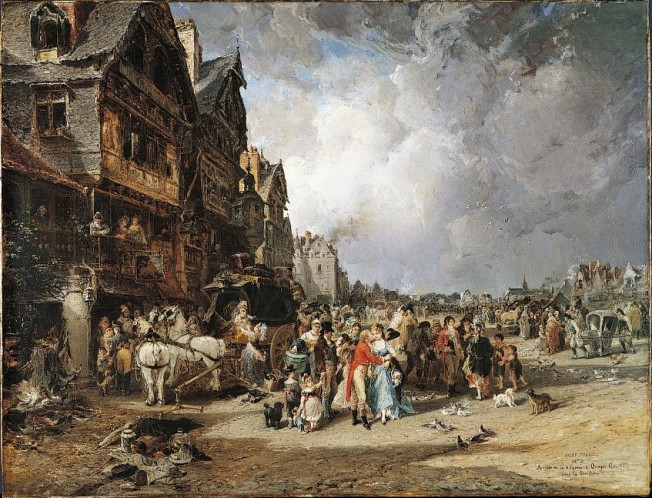
坎佩尔的科朗坦加冕

坎佩尔在中世纪初期缺乏相关史料记载，彼时，其所处的布列塔尼半岛西南部常受到海盗入侵，史学家普遍认为这一时期的坎佩尔可能是一个以传统农业生产为主的村落。约公元5世纪，来自不列颠的殖民者在此驻扎，并建立了科努瓦耶王国，此后该区域独立形成科努瓦耶。公元10世纪前后，奥代河右岸出现了一处为纪念科努瓦耶首任主教科朗坦而建的教堂，其附近逐渐形成了城镇，成为能够考证的坎佩尔城市发展的开端。
公元11世纪后，坎佩尔逐渐成为科努瓦耶的中心城市。1240年，坎佩尔城内出现了科德利埃修道院。1296年，坎佩尔教区内分为了六个堂区，其中三个位于市区，教堂数量的增加使得坎佩尔城市得以扩张，形成以主教座堂为核心的放射状建城区，环绕坎佩尔的城墙也在约翰一世公爵（Jean I le Roux）的主持下得以修建。1348年，坎佩尔附近爆发黑死病疫情，造成了较为严重的伤亡。
布列塔尼继承战争期间，蒙福尔伯爵约翰四世于1364年发动欧赖战役，并在坎佩尔展开围城战，最终掌控了布列塔尼半岛的统治权，并于1365年成为布列塔尼公爵。1491年，随着布列塔尼安妮公主加冕法兰西王后，坎佩尔及其所属的布列塔尼半岛逐渐成为法兰西王国的一部分。

### 近代

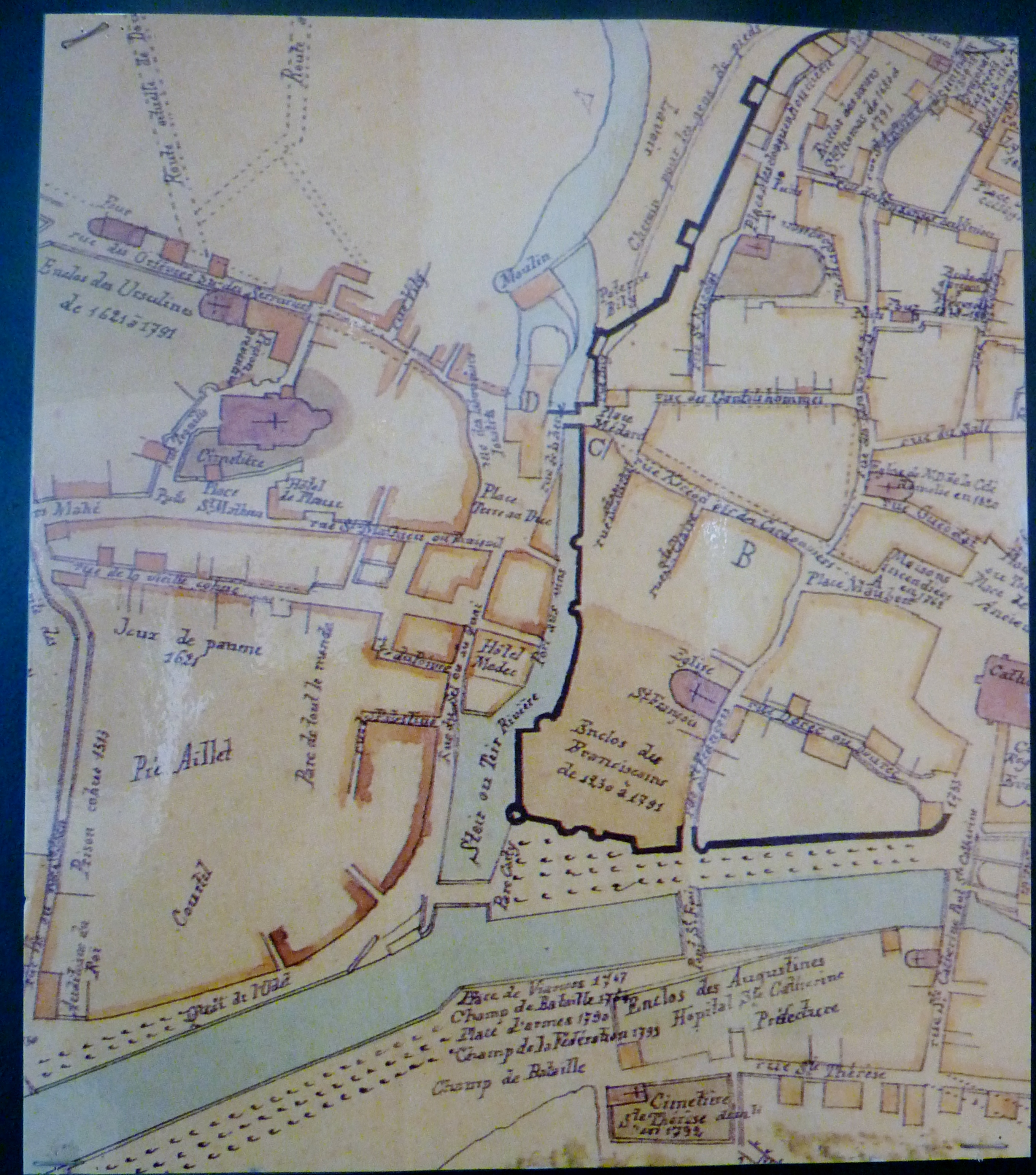
1764年的坎佩尔地图

宗教战争初期，坎佩尔较少受到胡格诺派的影响，16世纪末，当地的保守派贵族及天主教徒组成坎佩尔联盟（Ligue de Quimper），支持并参与法国天主教联盟的清剿新教徒运动。彼时，坎佩尔地区遭遇了不明疫情的袭击，造成当地超过1,700名居民身亡。
1621年，在法兰西国王路易十三的批准下，耶稣会坎佩尔分部成立，主教弗朗索瓦·德·科埃特洛贡于1669年在此建立了一处讲坛。18世纪初，受到外界竞争的影响，坎佩尔的商业贸易有所衰落，当地的布斯凯家族（famille Bousquet）创建了瓷窑，通过进口来自波尔多及鲁昂的黏土进行生产，使得坎佩尔港口的货物不再与相邻港口同质化，亦带动了当地的经济的发展。至1749年，坎佩尔瓷窑的工人数量达到了80人，成为布列塔尼地区最大的瓷器作坊，第二处和第三处瓷窑分别于1772年和1791年建成。1762年6月17日，坎佩尔市中心发生火灾，造成当地多处居民楼被毁，此后，坎佩尔执政者聘用工程师吉尔·安德烈（Gilles André）对被损毁街区进行了重新规划。
法国大革命对坎佩尔市区造成了一定的影响，1792年9月11日至12日，共和派占领了坎佩尔，焚烧了多处教堂，并将圣安托万神学院（hôpital Saint-Antoine）改建成为一处监狱。坎佩尔主教伊夫-马里·奥德兰于1800年被刺杀。法国大革命结束后，坎佩尔成为菲尼斯泰尔省的省会，行政中心地位的确立一定程度上带动了当地经济的发展，1815至1850年间，坎佩尔出现了多处新式房屋，一些在大革命期间被损毁的宗教建筑也在新思想的推动下得以重建。1863年，连接坎佩尔的萨沃奈－朗代尔诺铁路建成通车，前往周边地区的地方铁路也相继建成，坎佩尔成为一个重要的交通枢纽，出现了多个工业部门，人口数量快速上升。1872年，坎佩尔进行了新的城市改造，市中心的凯雷翁街（rue Kéréon）被裁弯取直，并新开辟了街头广场；坎佩尔市政大剧场于1904年建成；城市生活供水工程则于1907年完工。

### 现代

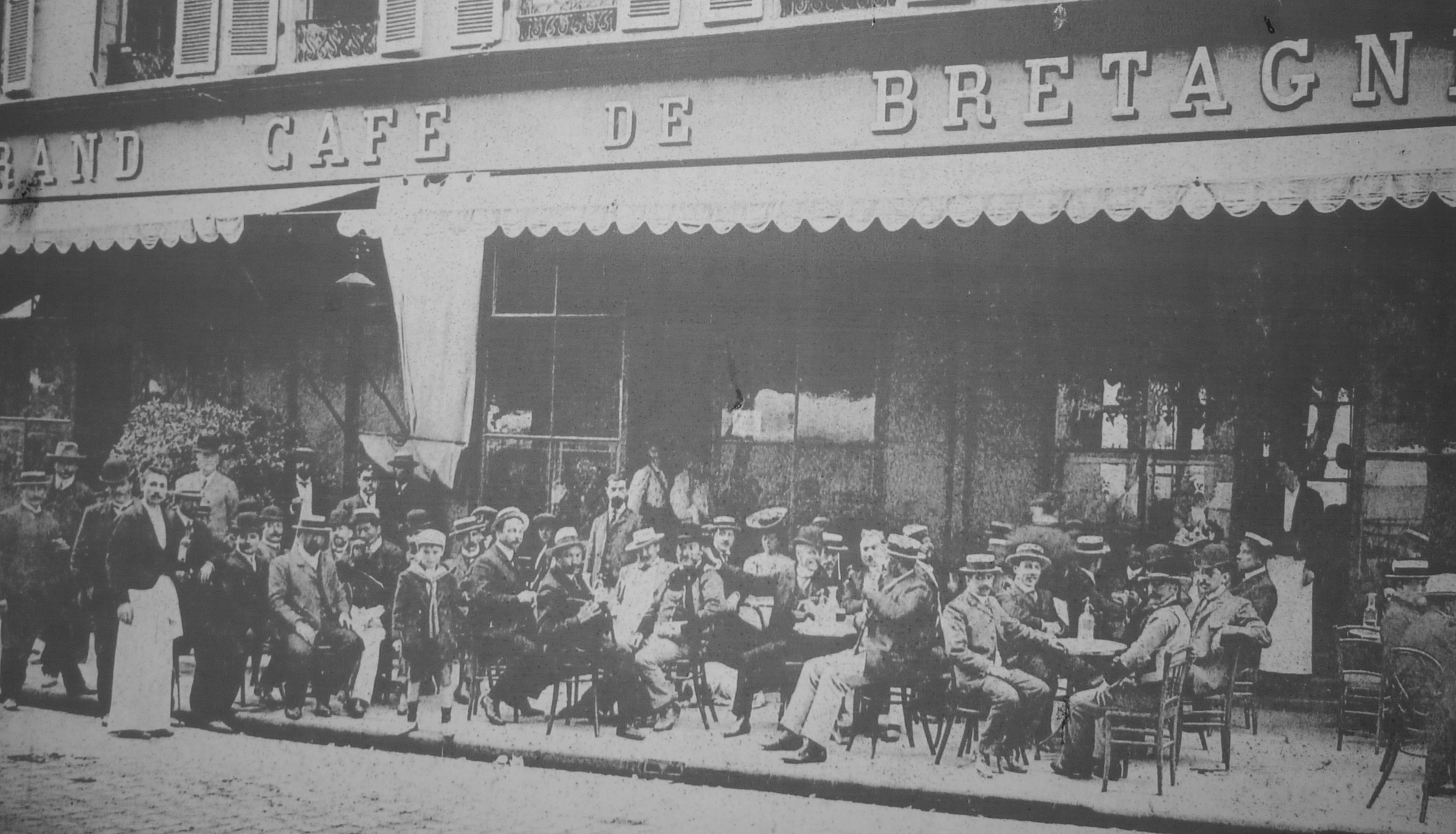
20世纪初坎佩尔街头的咖啡馆

第一次世界大战期间，坎佩尔成为重要的战略后方，当地开辟了9处战时军事医疗救助中心，超过3,000名来自法国北方地区及比利时的伤员收治于此。
第二次世界大战期间，法国总理保罗·雷诺曾于1940年6月11日至12日间逃离至坎佩尔，使得该城一度成为法国的临时首都。同年6月18日，纳粹德军占领了坎佩尔，此后整个布列塔尼半岛成为沦陷区，1941年，坎佩尔地区出现了多个抵抗运动组织，规模较大的包括自由北方（Libération Nord）和民族阵线（Front National）。在纳粹的搜查下，当地数百名抵抗军被集中关押或被迫害。1944年8月8日，坎佩尔在联军的帮助下得到解放。1945年7月22日，戴高乐将军访问坎佩尔，称坎佩尔为“布列塔尼之魂”（l'âme de Bretagne）。
20世纪中后期，坎佩尔附近区域得到开发。1960年3月，埃尔盖阿尔梅勒、凯尔凡坦和庞阿尔三个市镇整体合并入坎佩尔的市镇范围，新的坎佩尔人口数量超过5万，市镇面积则由192公顷增加至近5,000公顷，市区西侧的凯尔穆瓦桑街区（Kermoysan）被开发为城市优先发展区（ZUP），数千套集中式居民保障房屋在20世纪60年代末陆续建成。1969年2月2日，戴高乐在此发表“坎佩尔演讲”，提议增强法国区域行政机构的职能，支持中央权力下放，并宣布将于同年举办法国区域发展公投。1976年，坎佩尔大堂集市在一次火灾中被烧毁，后在其原址上新建了现代化的综合贸易市场，于1979年向公众开放。1992年9月，连接巴黎和坎佩尔的高速列车开通运营。1993年，坎佩尔西部布列塔尼市镇公共社区成立，并于1999年升级成为城市圈公共社区。2013年10月，因不满法国政府征收“生态税”，坎佩尔成为“红帽运动”的重要爆发地。

## 地理

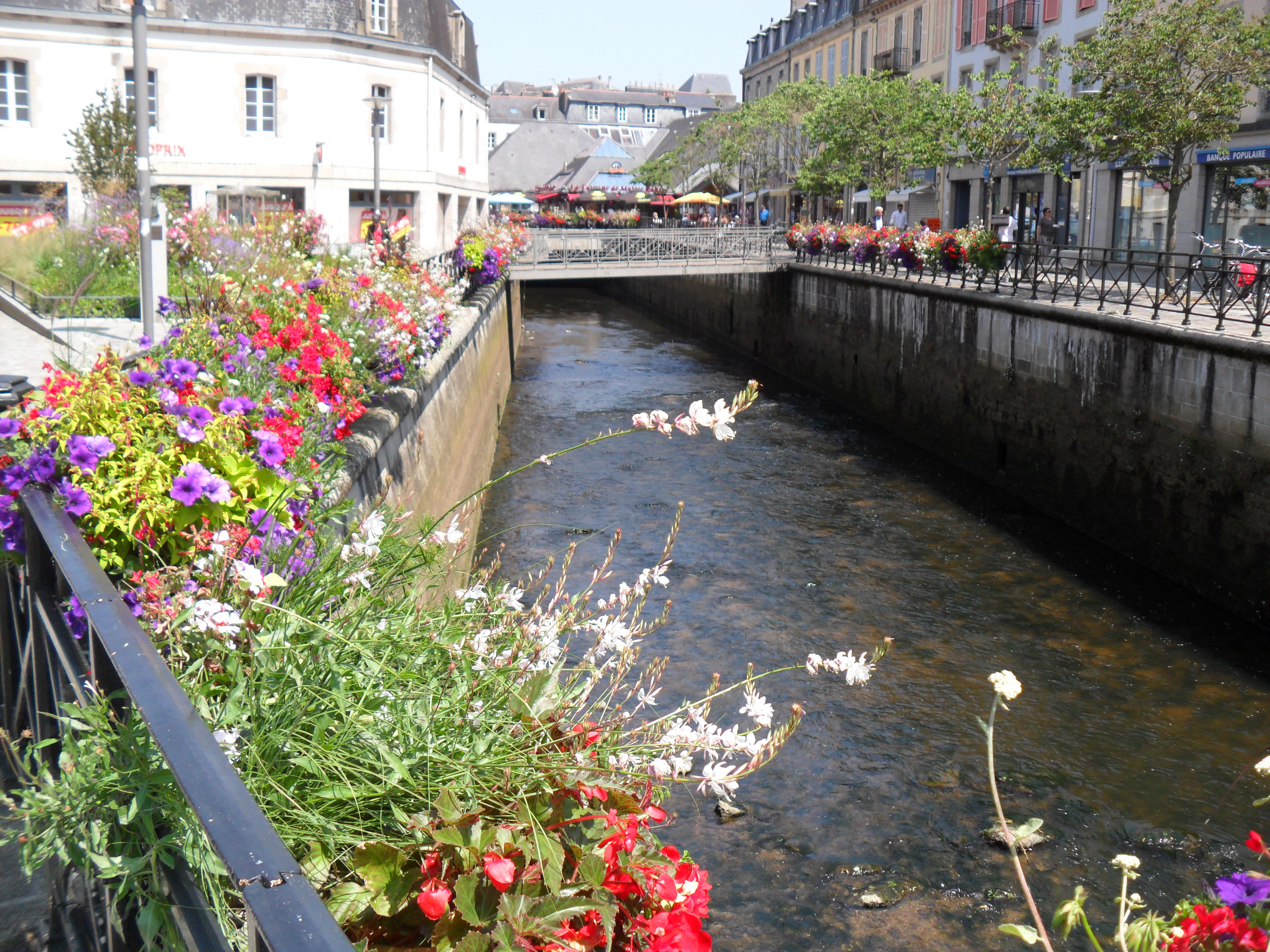
斯泰伊尔河畔的花坛

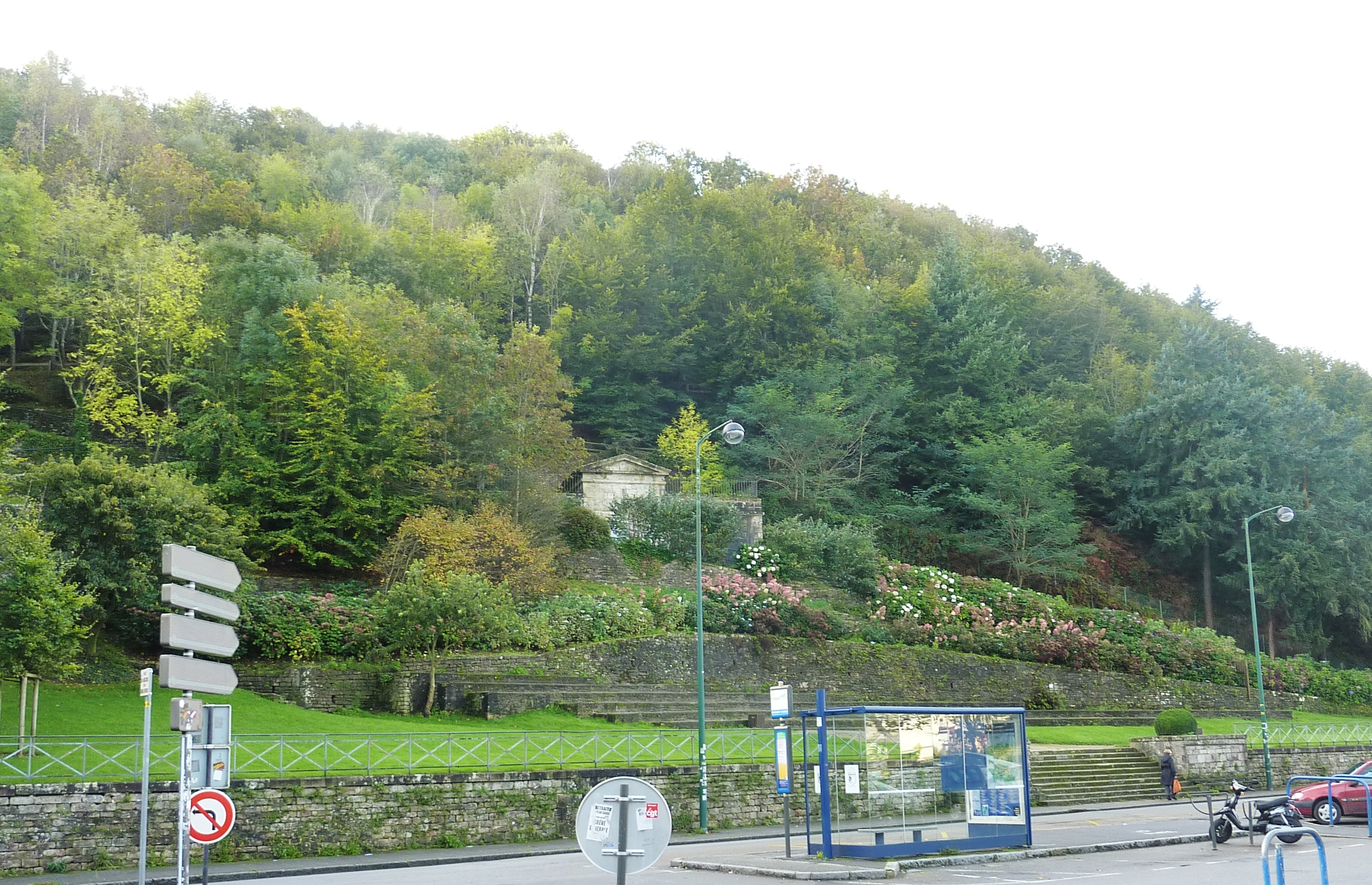
弗吕日山麓上的树木

坎佩尔位于法国西北部，布列塔尼大区西南部和菲尼斯泰尔省南部，距离巴黎大约565公里，距离大区首府雷恩大约215公里。与坎佩尔接壤的市镇包括：普勒旺、布列克、埃尔盖加贝里克、盖恩加、朗德雷瓦尔泽克、普洛戈内克、普洛姆兰、普洛内斯、普吕居方、圣埃瓦尔泽克。

### 地形
坎佩尔位于布列塔尼半岛西南部，阿摩里卡丘陵南麓，境内以丘陵为主，老城区位于河流右岸，南侧为弗吕日山（Frugy），北侧亦为丘陵，部分街道有较为明显的起伏，南侧部分区域位于海平面以下，全境海拔在-5到151米之间。

### 水文
奥代河自东向西流经坎佩尔市区，该河独立入海，可通行小型船只；其右岸支流斯泰伊尔河和弗鲁河在市区与其交汇，平均宽度在10米以内。

### 植被
坎佩尔属于温带落叶林区，市区内的主要林地分布于圣洛朗干谷（Vallon Saint Laurent）、绿磨坊公园（Parc du Moulin vert）以及弗吕日山北侧的坡地上。河畔花园（Jardin de la Paix）位于坎佩尔市中心，是当地主要的城市绿地，常年免费向公众开放。
在鲜花城市的评比中，坎佩尔被评为4星级（最高级）鲜花城市。

### 气候
坎佩尔在柯本气候分类法中属于较为典型的温带海洋性气候，全年温差较小，降水偏多，日照少于同纬度内陆区域。
坎佩尔西部的普吕居方境内设有气象站，以下为该气象站的数据：
| 坎佩尔-普吕居方1981年－2019年 | 坎佩尔-普吕居方1981年－2019年 | 坎佩尔-普吕居方1981年－2019年 | 坎佩尔-普吕居方1981年－2019年 | 坎佩尔-普吕居方1981年－2019年 | 坎佩尔-普吕居方1981年－2019年 | 坎佩尔-普吕居方1981年－2019年 | 坎佩尔-普吕居方1981年－2019年 | 坎佩尔-普吕居方1981年－2019年 | 坎佩尔-普吕居方1981年－2019年 | 坎佩尔-普吕居方1981年－2019年 | 坎佩尔-普吕居方1981年－2019年 | 坎佩尔-普吕居方1981年－2019年 | 坎佩尔-普吕居方1981年－2019年 |
| 月份                          | 1月                           | 2月                           | 3月                           | 4月                           | 5月                           | 6月                           | 7月                           | 8月                           | 9月                           | 10月                          | 11月                          | 12月                          | 全年                          |
| ----------------------------- | ----------------------------- | ----------------------------- | ----------------------------- | ----------------------------- | ----------------------------- | ----------------------------- | ----------------------------- | ----------------------------- | ----------------------------- | ----------------------------- | ----------------------------- | ----------------------------- | ----------------------------- |
| 历史最高温 °C（°F）           | 16.9 (62.4)                   | 18.6 (65.5)                   | 23.3 (73.9)                   | 27.1 (80.8)                   | 30.3 (86.5)                   | 35.9 (96.6)                   | 34.9 (94.8)                   | 35.8 (96.4)                   | 30.7 (87.3)                   | 26.8 (80.2)                   | 19.7 (67.5)                   | 17.7 (63.9)                   | 35.9 (96.6)                   |
| 平均高温 °C（°F）             | 9.4 (48.9)                    | 9.7 (49.5)                    | 11.9 (53.4)                   | 13.9 (57.0)                   | 17 (63)                       | 19.8 (67.6)                   | 21.7 (71.1)                   | 21.9 (71.4)                   | 19.8 (67.6)                   | 16 (61)                       | 12.4 (54.3)                   | 10 (50)                       | 15.3 (59.5)                   |
| 日均气温 °C（°F）             | 6.8 (44.2)                    | 6.7 (44.1)                    | 8.5 (47.3)                    | 10.1 (50.2)                   | 13.1 (55.6)                   | 15.8 (60.4)                   | 17.7 (63.9)                   | 17.8 (64.0)                   | 15.8 (60.4)                   | 12.8 (55.0)                   | 9.5 (49.1)                    | 7.4 (45.3)                    | 11.8 (53.2)                   |
| 平均低温 °C（°F）             | 4.2 (39.6)                    | 3.8 (38.8)                    | 5.2 (41.4)                    | 6.3 (43.3)                    | 9.2 (48.6)                    | 11.7 (53.1)                   | 13.6 (56.5)                   | 13.6 (56.5)                   | 11.8 (53.2)                   | 9.7 (49.5)                    | 6.6 (43.9)                    | 4.7 (40.5)                    | 8.4 (47.1)                    |
| 历史最低温 °C（°F）           | −10.1 (13.8)                  | −8.4 (16.9)                   | −7 (19)                       | −2.2 (28.0)                   | 0.3 (32.5)                    | 3.9 (39.0)                    | 6.6 (43.9)                    | 6.9 (44.4)                    | 0.1 (32.2)                    | −1.2 (29.8)                   | −4.6 (23.7)                   | −7.2 (19.0)                   | −10.1 (13.8)                  |
| 平均降水量 mm（）             | 151.1 (5.95)                  | 120.4 (4.74)                  | 98.9 (3.89)                   | 90.2 (3.55)                   | 90.2 (3.55)                   | 59.3 (2.33)                   | 67.2 (2.65)                   | 64.6 (2.54)                   | 86.9 (3.42)                   | 130.1 (5.12)                  | 139.7 (5.50)                  | 151.6 (5.97)                  | 1,250.2 (49.22)               |
| 月均日照時數                  | 65.9                          | 85.7                          | 126.5                         | 170.7                         | 194.2                         | 215.9                         | 194.3                         | 194                           | 177.3                         | 111.5                         | 77.9                          | 70.1                          | 1,684                         |
| 来源：infoclimat.fr           |                               |                               |                               |                               |                               |                               |                               |                               |                               |                               |                               |                               |                               |

## 行政区划
坎佩尔是法国布列塔尼大区菲尼斯泰尔省的一个市镇，编号为29232，它也是菲尼斯泰尔省的省会。坎佩尔下辖坎佩尔区，隶属于菲尼斯泰尔省第一选区，管理坎佩尔第一县和第二县，同时也是坎佩尔西布列塔尼城市圈公共社区的行政办公驻地。
按照1960年以前的市镇划分，现代坎佩尔市区被划为4个街区（旧坎佩尔、凯尔凡坦、佩纳尔、埃尔盖-阿尔梅勒），并实行街区自治制度。
法国国家统计与经济研究所（简称）在进行数据统计时，将坎佩尔及相邻的另外3个市镇设为坎佩尔城市核心区，并将包括核心区在内的周边共21个市镇划为坎佩尔城市区。自2020年起，坎佩尔城市区被包含58个市镇的坎佩尔城市辐射区代替。此外，还将坎佩尔市镇分为了29个“块区”（IRIS），以便于统计人口分布情况。
| 坎佩尔街区地图 | 坎佩尔街区地图 | 坎佩尔街区地图 | 坎佩尔街区地图     | 坎佩尔街区地图   | 坎佩尔街区地图 | 坎佩尔街区地图 |
| --- | -------------- | -------------- | ------------------ | ---------------- | -------------- | -------------- |
| ① ② ③ ④ ⑤ ⑥ ⑦ ⑧ ⑨ ⑩ ⑪ ⑫ ⑬ ⑭ → ↖ 阿尔鲁水塘-黑土地 帕吕代克- · 凯尔维利安- · 凯尔拉加蒂 盖尔拉克- · 佩纳尔伦 北凯尔凡坦-佩纳尔斯 佩纳尔斯- · 凯尔热斯坦 凯尔维尤-基斯蒂尼达勒 南埃尔盖-阿尔梅勒 庞维利耶 · -新塘 克朗贝莱克- · 蒂博斯- · 布尔多内勒 科兹马内尔- · 凯尔诺泰尔 凯尔维尔 · -罗佐朗 布拉登- · 圣洛朗 凯尔莫盖尔- · 凯鲁 科斯凯尔-凯尔马伯藏 屈宗森林 ① = 坎佩尔市中心 ② = 恩赐-圣马蒂厄 ③ = 罗斯马代克-凯尔戈斯 ④ = 火车站-弗吕日岭 ⑤ = 科阿蒂德勒-绿磨坊 ⑥ = 苏格兰广场-利穆赞街 ⑦ = 旺代街-布列塔尼大道 ⑧ = 凯尔穆瓦桑 ⑨ = 奥恩角-珀南盖尔-梅尔迪 ⑩ = 洛克马里亚-克雷阿克卡迪克 ⑪ = 弗吕日-佩纳尔斯唐 ⑫ = 拉图雷勒-凯尔戈阿塔尔莱兹 ⑬ = 布拉登-克罗阿萨尔普卢 ⑭ = 白水-凯尔拉埃龙 |                |                |                    |                  |                |                |
| 街区* | 块区名称*      | 块区原名       | 人口数量（2012年） | 失业率（2012年） |                |                |
| 旧坎佩尔 Vieux Quimper |                |                |                    |                  |                |                |
| 坎佩尔市中心 |                | 2,256          | 18.8%              |                  |                |                |
| 恩赐-圣马蒂厄 |                | 1,899          | 22%                |                  |                |                |
| 罗斯马代克-凯尔戈斯 |                | 2,350          | 20.9%              |                  |                |                |
| 火车站-弗吕日岭 |                | 2,111          | 22.5%              |                  |                |                |
| 凯尔凡坦 Kerfeunteun |                |                |                    |                  |                |                |
| 科斯凯尔-凯尔马伯藏 |                | 2,384          | 13.2%              |                  |                |                |
| 盖尔拉克-佩纳尔伦 |                | 2,891          | 11.2%              |                  |                |                |
| 北凯尔凡坦-佩纳尔斯 |                | 3,216          | 9.8%               |                  |                |                |
| 凯尔莫盖尔-凯鲁 |                | 2,650          | 7.8%               |                  |                |                |
| 科阿蒂德勒-绿磨坊 |                | 1,780          | 10.5%              |                  |                |                |
| 庞维利耶-新塘 |                | 3,887          | 14%                |                  |                |                |
| 屈宗森林 |                | 2,400          | 8.4%               |                  |                |                |
| 佩纳尔斯 Penhars |                |                |                    |                  |                |                |
| 奥恩角-珀南盖尔-梅尔迪 |                | 2,463          | 17.1%              |                  |                |                |
| 凯尔穆瓦桑 |                | 1,231          | 23.2%              |                  |                |                |
| 苏格兰广场-利穆赞街 |                | 1,383          | 34.1%              |                  |                |                |
| 旺代街-布列塔尼大道 |                | 1,345          | 32.2%              |                  |                |                |
| 帕吕代克-凯尔维利安-凯尔拉加蒂 |                | 3,435          | 12.1%              |                  |                |                |
| 佩纳尔斯-凯尔热斯坦 |                | 1,923          | 17.1%              |                  |                |                |
| 阿尔鲁水塘-黑土地 |                | 3,611          | 11.8%              |                  |                |                |
| 埃尔盖-阿尔梅勒 Ergué-Armel |                |                |                    |                  |                |                |
| 布拉登-克罗阿萨尔普卢 |                | 1,536          | 17.8%              |                  |                |                |
| 布拉登-圣洛朗 |                | 1,741          | 13.8%              |                  |                |                |
| 科兹马内尔-凯尔诺泰尔 |                | 1,960          | 14.4%              |                  |                |                |
| 弗吕日-佩纳尔斯唐 |                | 1,666          | 13.8%              |                  |                |                |
| 克朗贝莱克-蒂博斯-布尔多内勒 |                | 2,977          | 10.2%              |                  |                |                |
| 凯尔维尤-基斯蒂尼达勒 |                | 2,302          | 11.7%              |                  |                |                |
| 凯尔维尔-罗佐朗 |                | 2,288          | 12.7%              |                  |                |                |
| 拉图雷勒-凯尔戈阿塔尔莱兹 |                | 1,798          | 10.6%              |                  |                |                |
| 白水-凯尔拉埃龙 |                | 1,644          | 11.3%              |                  |                |                |
| 洛克马里亚-克雷阿克卡迪克 |                | 1,401          | 11.4%              |                  |                |                |
| 南埃尔盖-阿尔梅勒 |                | 830            | 7.9%               |                  |                |                |
| *注：街区及块区的中文名称非官方正式翻译，仅供参考。 |                |                |                    |                  |                |                |

## 交通

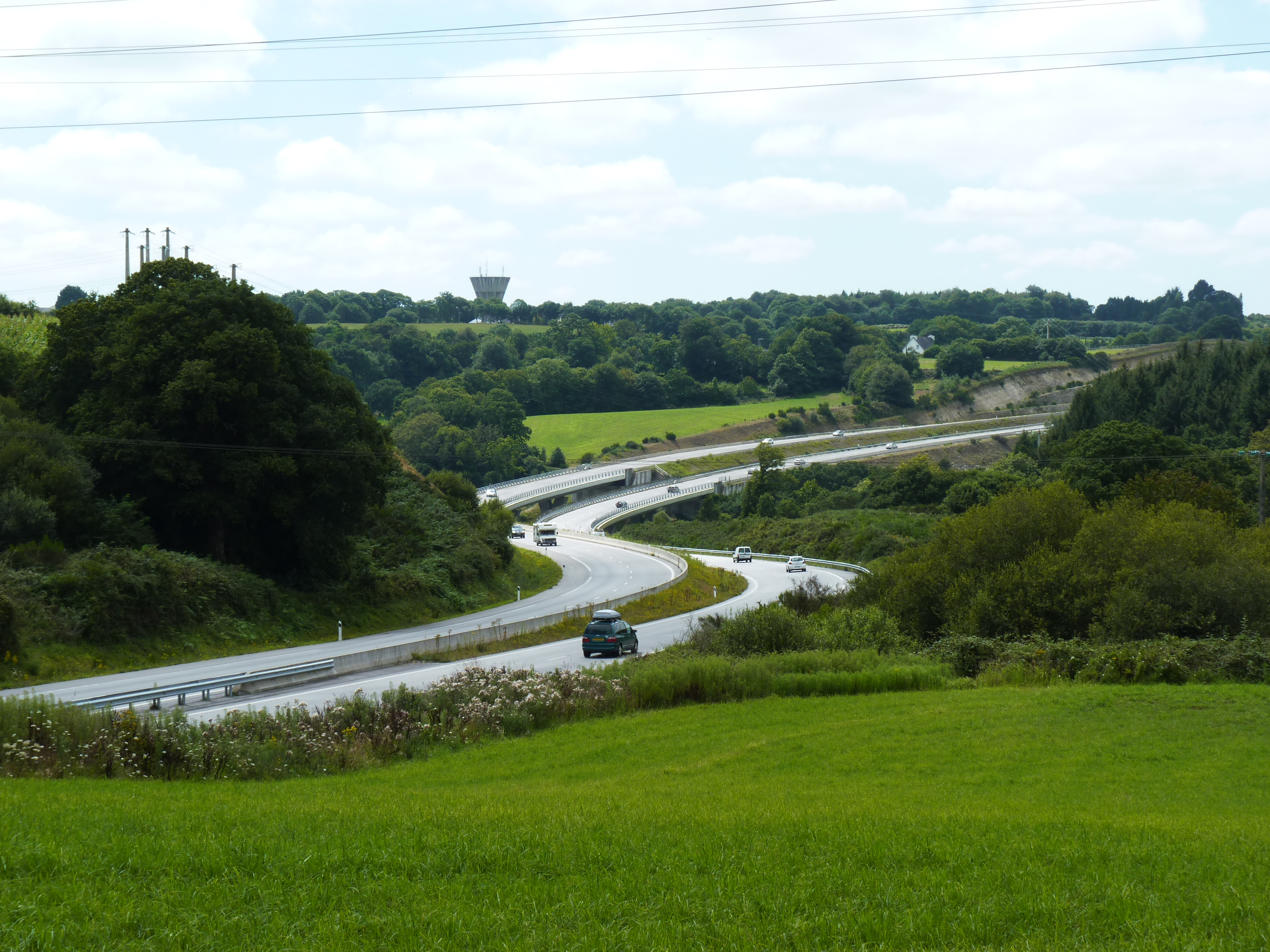
国道N165线坎佩尔段

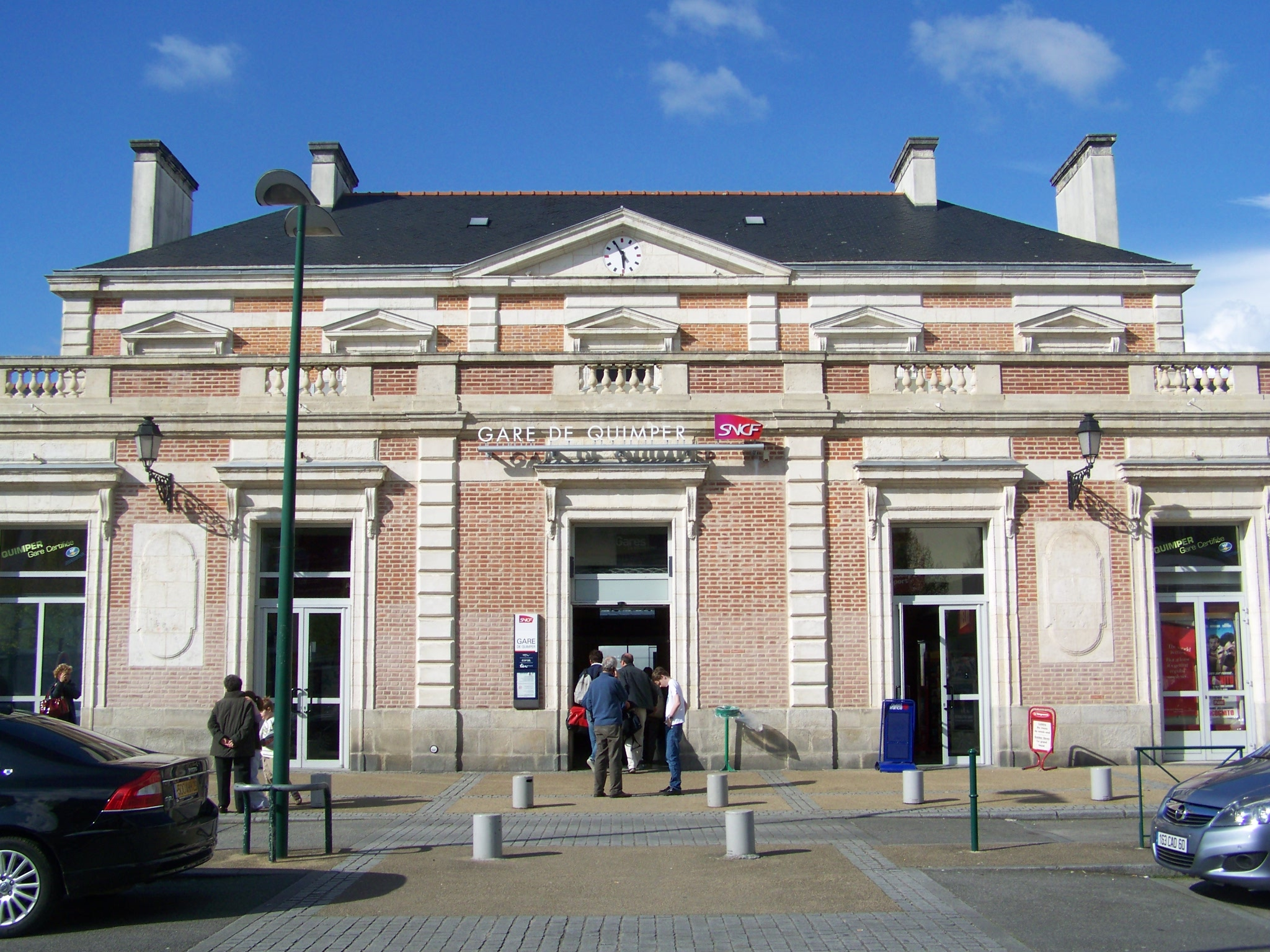
坎佩尔火车站的主站房

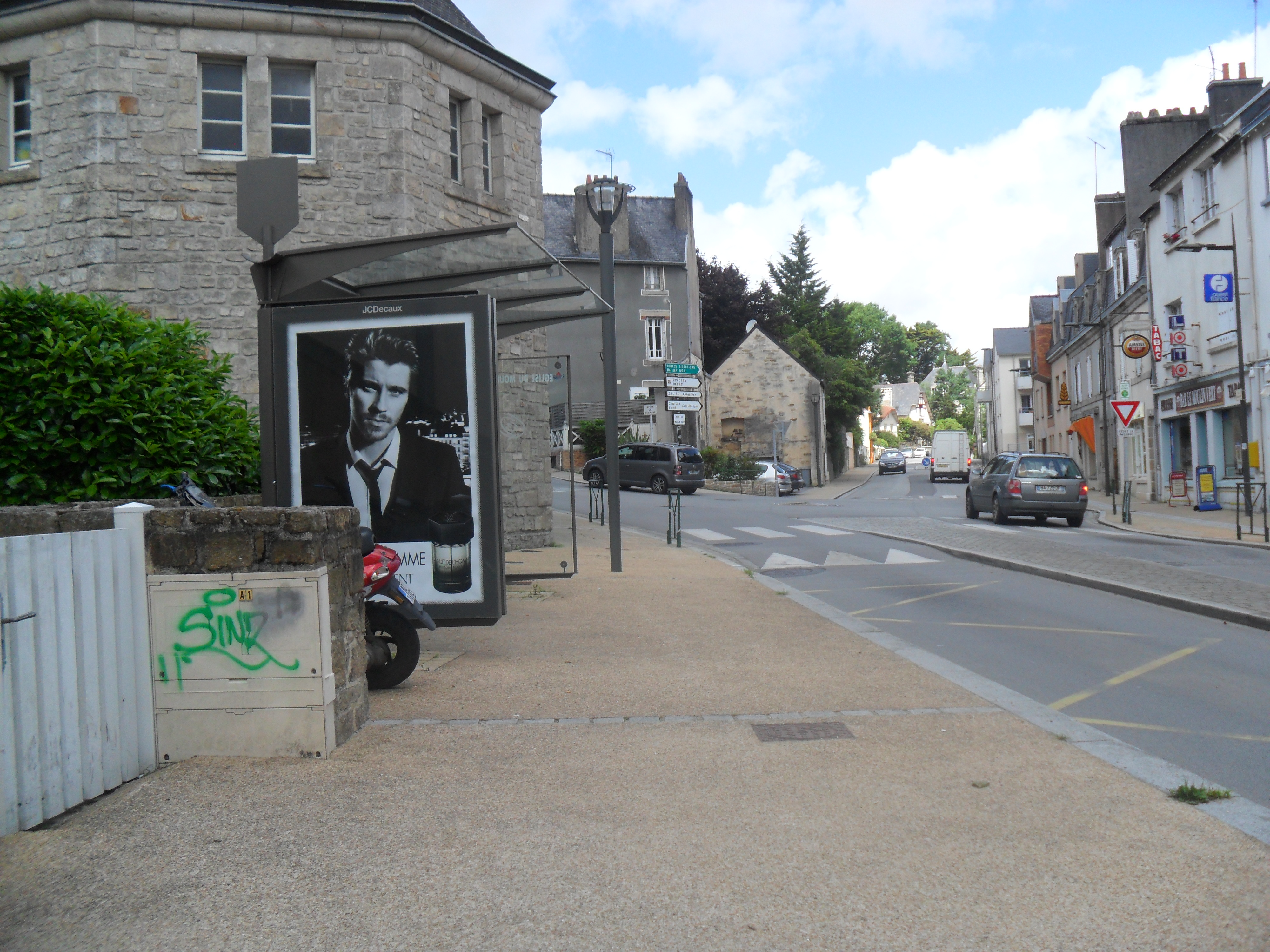
“绿磨坊”公交车站

### 公路
法国国道N165线经过坎佩尔市区东北部，为双向四车道的封闭式道路，与坎佩尔西北过境快速公路（编号为“D100”）共同组成了坎佩尔北部的过境通道，通过八处互通式立交桥与市区连接；此外十余条菲尼斯泰尔省省道呈放射状从坎佩尔境内向四周延伸。布列塔尼大区下属的菲尼斯泰尔省城际客运提供城际巴士线路，可前往布雷斯特、莫尔莱、杜瓦讷内、孔卡尔诺、卡赖普卢盖等省内城市以及坎佩尔周边的部分市镇。
坎佩尔境内的交通事务由其所在的城市圈公共社区负责，其市区内有多处大型停车场，主要包括抵抗广场、火车站以及图尔比（Tourbie），此外老城区的一些街道亦可沿街停靠社会车辆。
2017年，71.3%的坎佩尔家庭拥有至少一辆的私人汽车。2018年，坎佩尔境内共发生各类交通事故160起，造成2人遇难，182人受伤。

### 铁路
坎佩尔位于萨沃奈－朗代尔诺铁路上，历史上还曾有坎佩尔－蓬拉贝和坎佩尔－杜瓦讷内两条地方铁路，后因客流不足而于1988年关闭。在2015年以前，坎佩尔还有直达波尔多的城际列车，后缩短至南特。
坎佩尔站位于市区内，老城区东侧，该站每天开行约6班始发前往巴黎的高速列车，根据其沿途停靠车站的不同，该线路列车的全程运行时间在3.5至4小时之间。此外坎佩尔站还开行前往雷恩、南特和布雷斯特三个方向的区域列车，以及前往瓦讷方向的“站站乐”列车。2018年，坎佩尔站累计发送旅客数量达951,271人次，是法国铁路系统的a级车站。

### 航空
坎佩尔布列塔尼机场（代码：UIP）位于坎佩尔西侧的普吕居方境内，距离市区大约5公里，该机场是一个区域性的航空站，开行前往巴黎的常规航线和前往伦敦的季节性航班。
除坎佩尔机场之外，距离坎佩尔直线距离100公里内的民用航空站还有布雷斯特机场和洛里昂机场。

### 城市公共交通
坎佩尔城市公共交通（商业名称为）是当地的城市公共交通系统，由凯奥雷斯负责运营，支持KorriGo通勤卡。截至2020年10月，该系统共包括2条主干公交线路、4条常规公交线路、5条补充线路、8条城郊线路和1条摆渡车线路，并提供校车及定制公交服务，其路网覆盖了坎佩尔市区内的主要街道和居民区。除此之外，坎佩尔城市公共交通还提供自行车和电瓶车租赁服务。
2006年，坎佩尔曾提出建设现代有轨电车的设想，后因预计客流不足及财政原因而无限期搁浅。

## 政治

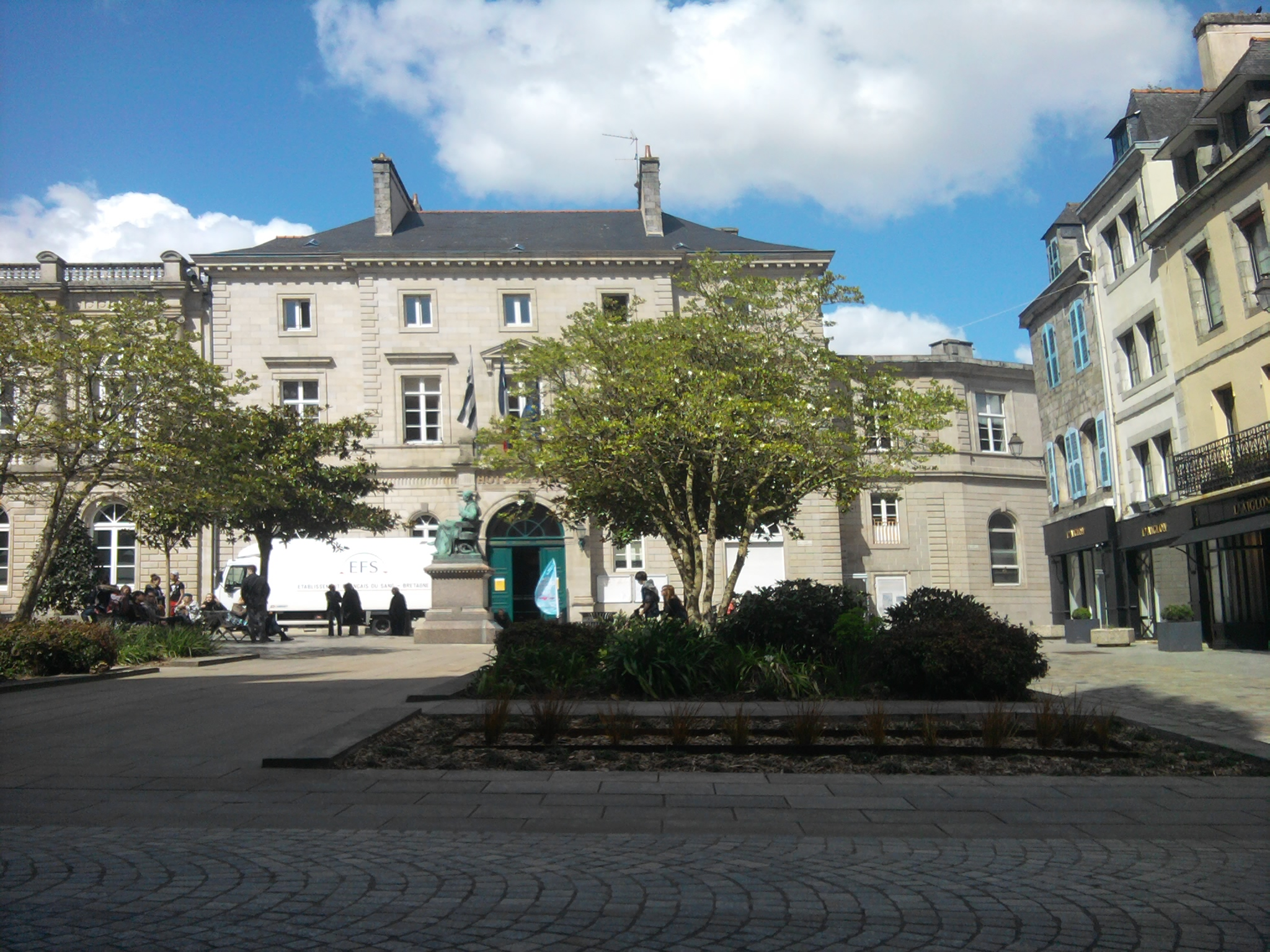
坎佩尔市政厅

坎佩尔的现任市长为伊莎贝尔·阿西女士，她是社会党的一名成员，在2020年的市政选举中获得了51.25%的支持率。
在2017年的法国总统大选中，法国第25任总统埃马纽埃尔·马克龙在坎佩尔获得了83.29%的支持率。
| 坎佩尔历届市长 |                   |                                         |
| 任期           | 市长              | 党派                                    |
| 1945年－1947年 | 伊夫·沃尔法特     | MRP人民共和运动                         |
| 1947年－1953年 | 约瑟夫·阿莱冈     | RPF法国人民联盟                         |
| 1953年－1955年 | 弗朗索瓦·波冈     | MRP人民共和运动                         |
| 1955年－1959年 | 安德烈·蒙泰伊     | MRP人民共和运动                         |
| 1959年－1960年 | 加布里埃尔·奥特鲁 | MRP人民共和运动                         |
| 1960年－1967年 | 伊夫·泰波         | SFIO工人国际法国支部 →DVG左翼无党派人士 |
| 1967年－1975年 | 莱昂·戈拉盖尔     | SFIO工人国际法国支部                    |
| 1975年－1977年 | 让·勒默尼耶       | PS社会党                                |
| 1977年－1989年 | 马克·贝康         | RPR保衛共和聯盟                         |
| 1989年－2001年 | 贝尔纳·普瓦尼昂   | PS社会党                                |
| 2001年－2008年 | 阿兰·热拉尔       | RPR保衛共和聯盟 →UMP人民运动联盟        |
| 2008年－2014年 | 贝尔纳·普瓦尼昂   | PS社会党                                |
| 2014年－2020年 | 吕多维克·若利韦   | UMP人民运动联盟 →LR共和黨 →Agir行动     |
| 2020年－       | 伊莎贝尔·阿西     | PS社会党                                |

## 人口
2018年，坎佩尔市镇人口数量为63,166，在法国排名第87位。其中男性29,392人，女性33,593人，75岁及以上人口占8.8%，外籍人口数量为18,407人，人口密度为748人/平方公里，当地居民被称为（男性）或（女性）。2019年，坎佩尔境内出生614人，死亡人口632人。
| 坎佩尔1936－2017年人口变化情况 | 坎佩尔1936－2017年人口变化情况 | 坎佩尔1936－2017年人口变化情况 | 坎佩尔1936－2017年人口变化情况 | 坎佩尔1936－2017年人口变化情况 | 坎佩尔1936－2017年人口变化情况 | 坎佩尔1936－2017年人口变化情况 | 坎佩尔1936－2017年人口变化情况 | 坎佩尔1936－2017年人口变化情况 | 坎佩尔1936－2017年人口变化情况 | 坎佩尔1936－2017年人口变化情况 | 坎佩尔1936－2017年人口变化情况 | 坎佩尔1936－2017年人口变化情况 | 坎佩尔1936－2017年人口变化情况 |
| 来源：INSEE、Cassini           | 来源：INSEE、Cassini           | 来源：INSEE、Cassini           | 来源：INSEE、Cassini           | 来源：INSEE、Cassini           | 来源：INSEE、Cassini           | 来源：INSEE、Cassini           | 来源：INSEE、Cassini           | 来源：INSEE、Cassini           | 来源：INSEE、Cassini           | 来源：INSEE、Cassini           | 来源：INSEE、Cassini           | 来源：INSEE、Cassini           | 来源：INSEE、Cassini           |
| 原市镇                         | 1936                           | 1946                           | 1954                           | 1962                           | 1968                           | 1975                           | 1982                           | 1990                           | 1999                           | 2006                           | 2011                           | 2016                           | 2017                           |
| ------------------------------ | ------------------------------ | ------------------------------ | ------------------------------ | ------------------------------ | ------------------------------ | ------------------------------ | ------------------------------ | ------------------------------ | ------------------------------ | ------------------------------ | ------------------------------ | ------------------------------ | ------------------------------ |
| 坎佩尔                         | 18,814                         | 20,149                         | 19,352                         | 45,989                         | 52,496                         | 55,977                         | 56,907                         | 59,437                         | 63,238                         | 64,902                         | 63,235                         | 63,405                         | 62,985                         |
| 凯尔凡坦                       | 4,873                          | 5,479                          | 5,655                          | 45,989                         | 52,496                         | 55,977                         | 56,907                         | 59,437                         | 63,238                         | 64,902                         | 63,235                         | 63,405                         | 62,985                         |
| 佩纳尔                         | 5,642                          | 6,633                          | 7,187                          | 45,989                         | 52,496                         | 55,977                         | 56,907                         | 59,437                         | 63,238                         | 64,902                         | 63,235                         | 63,405                         | 62,985                         |
| 埃尔盖-阿尔梅勒                | 6,544                          | 8,084                          | 9,049                          | 45,989                         | 52,496                         | 55,977                         | 56,907                         | 59,437                         | 63,238                         | 64,902                         | 63,235                         | 63,405                         | 62,985                         |
| 总计                           | 35,873                         | 40,345                         | 41,243                         |                                |                                |                                |                                |                                |                                |                                |                                |                                |                                |

虽然坎佩尔是菲尼斯泰尔省的省会，但其并非该省人口最多的市镇，其人口数量少于该省北侧的海滨港口城市布雷斯特，后者2017年人口数量超过14万，是坎佩尔的2倍。

## 经济
坎佩尔是一个区域性的中心城市，其经济发展事务由坎佩尔科努瓦耶工商会负责管理。坎佩尔市镇范围内共有各类用人单位10,263家，其中97.68%为中小型企业，平均历史为16年，2018年，坎佩尔新增注册企业数量为510家，行政、医疗及社会服务是当地的主要就业岗位类型。（汽车销售）、（肉制品）及（建筑设备租售）是当地2019年营业额最高的三个企业，分别为96,975,000欧元、71,949,000欧元和57,178,000欧元。

### 产业分布

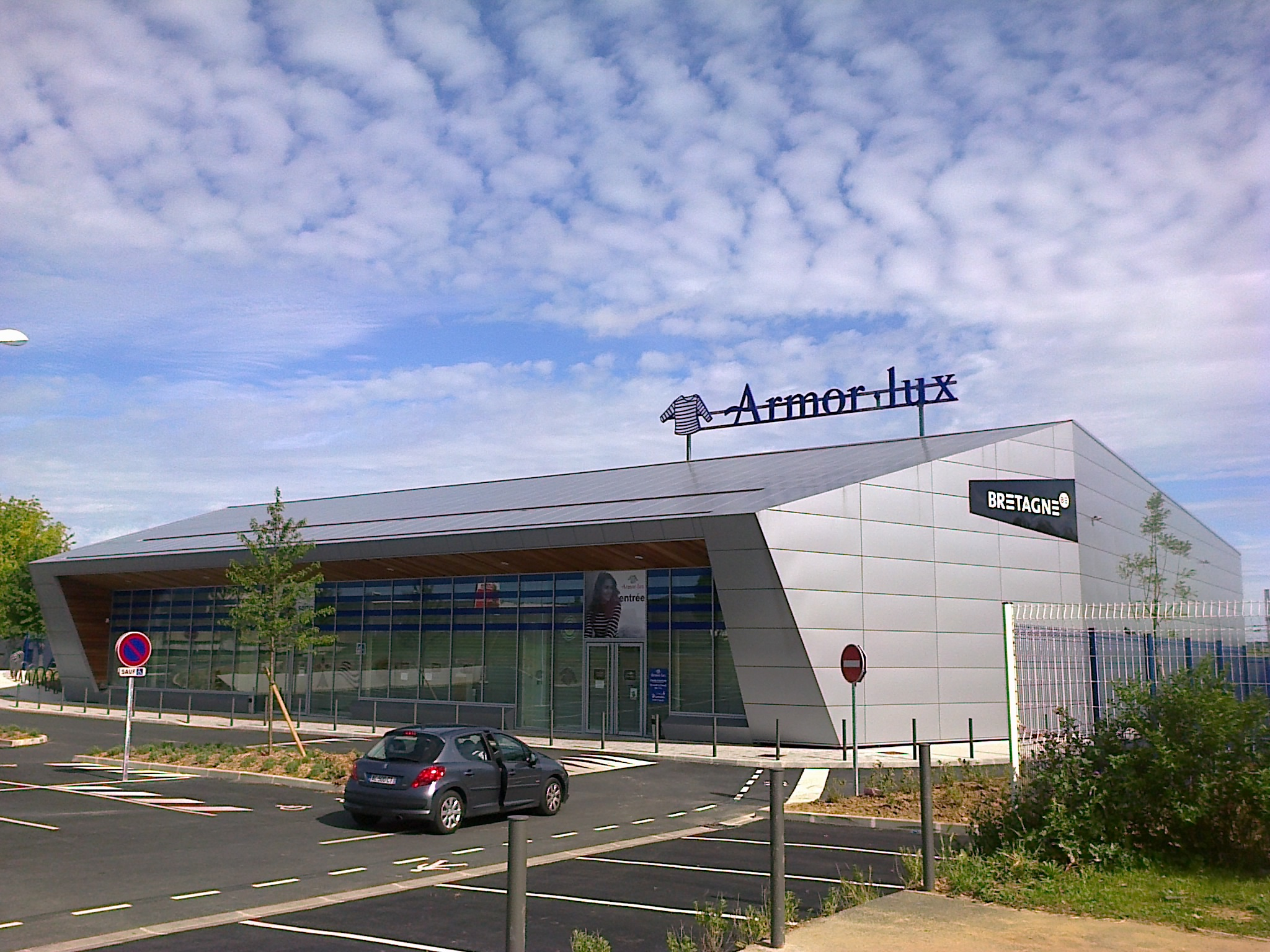
Armor Lux商场

在第一产业方面，坎佩尔附近的农业产品以小麦农作物为主，其所在的布列塔尼半岛是法国重要的畜牧业区域，随着坎佩尔城市的扩张和农业机械化的推广，农业在当地的经济中所占比例逐年下降，2017年时相关就业人数为242人，仅占总量的0.6%，比十年前减少了0.1%。
在第二产业方面，坎佩尔是菲尼斯泰尔南部的工业中心，当地有食品加工和少量机械制造部门。2017年，坎佩尔的工业及建筑业总就业人数为6,717，占总量的15.6%。Armor-Lux是法国的一个服装生产企业，其总部位于坎佩尔。
在第三产业方面，坎佩尔是法国重要的旅游业城市，其衍生的相关产业如酒店、机场、餐饮等在当地经济中占有重要比例，相关就业人数达16,120人，占总量的37.3%。坎佩尔也是菲尼斯泰尔省的行政中心，当地建有一处大学城和一处公共医疗系统，法国主要的银行、保险、通讯及社会服务机构均在坎佩尔设有分支，相关产业总就业人数为20,155，占总量的46.6%。

### 财政收入
2019年，坎佩尔的财政收入总额为68,429,000欧元，财政支出总额为56,176,300欧元，当年的债务总额为53,437,200欧元。2020年，坎佩尔共获得10,561,084欧元的国家财政补助，比上一年减少了0.02%。
2017年，坎佩尔的人均月收入总额为2,069欧元，其中高级职员为3,748欧元，低于法国平均水平（4,214欧元）；中级职员为2,187欧元，低于法国平均水平（2,353欧元）；普通职员为1,612欧元，亦低于法国平均水平（1,690欧元）。
2017年，坎佩尔境内的青壮年（15至64岁）失业率为15.1%，当地50.7%的家庭拥有纳税资格，平均纳税3,052欧元，低于法国平均水平（3,888欧元）。

## 社会事务

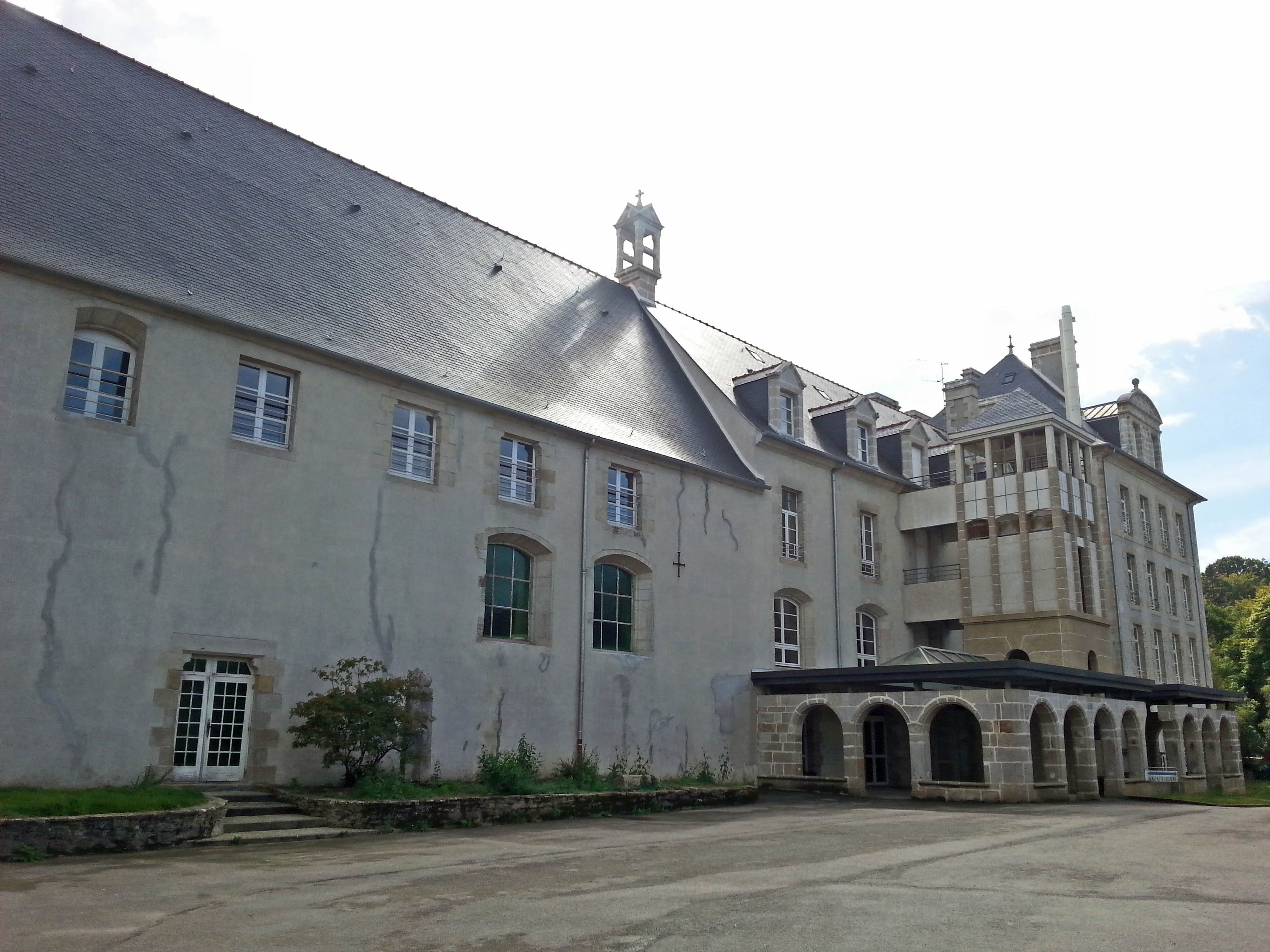
坎佩尔沙普塔尔高级中学

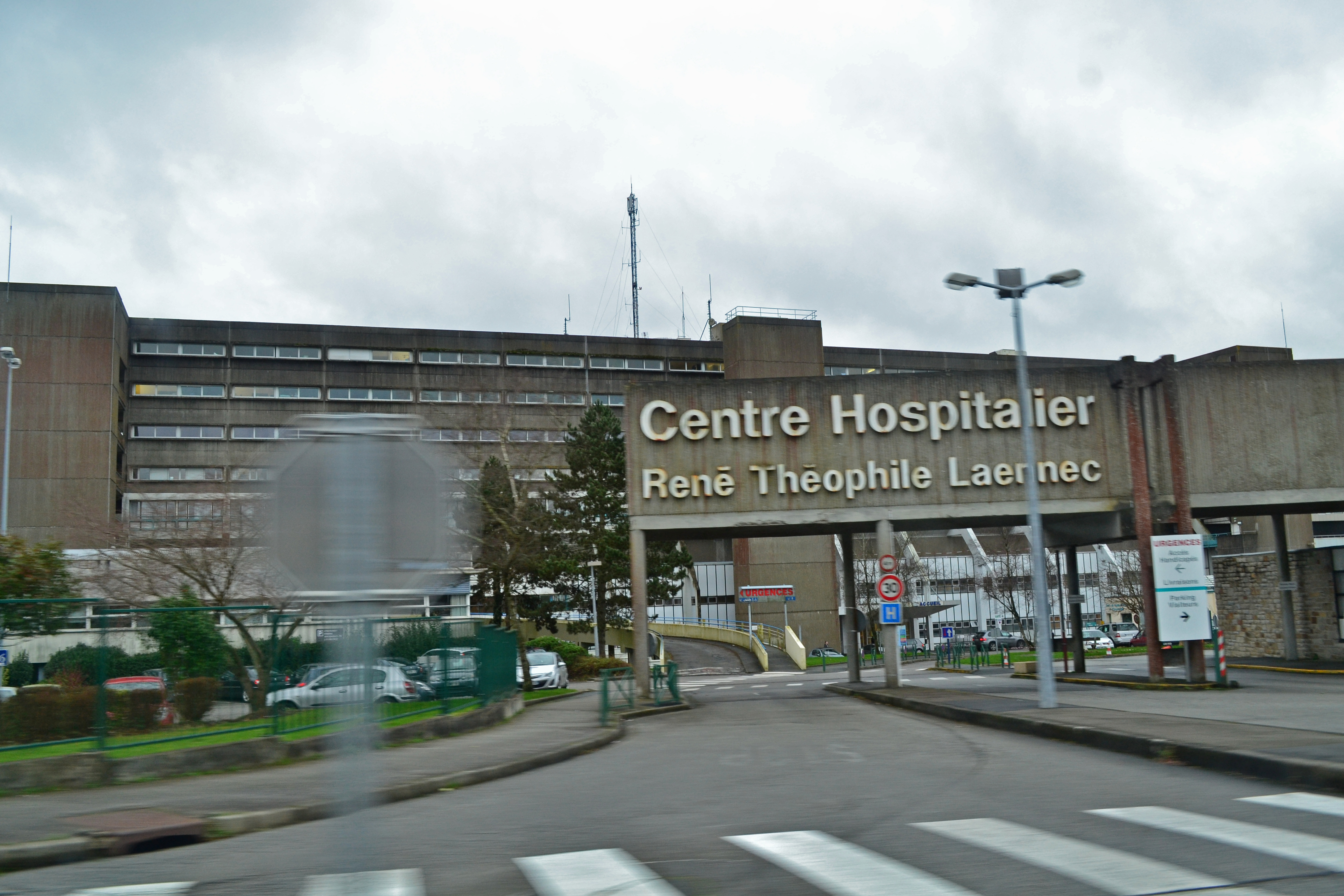
坎佩尔中心医院

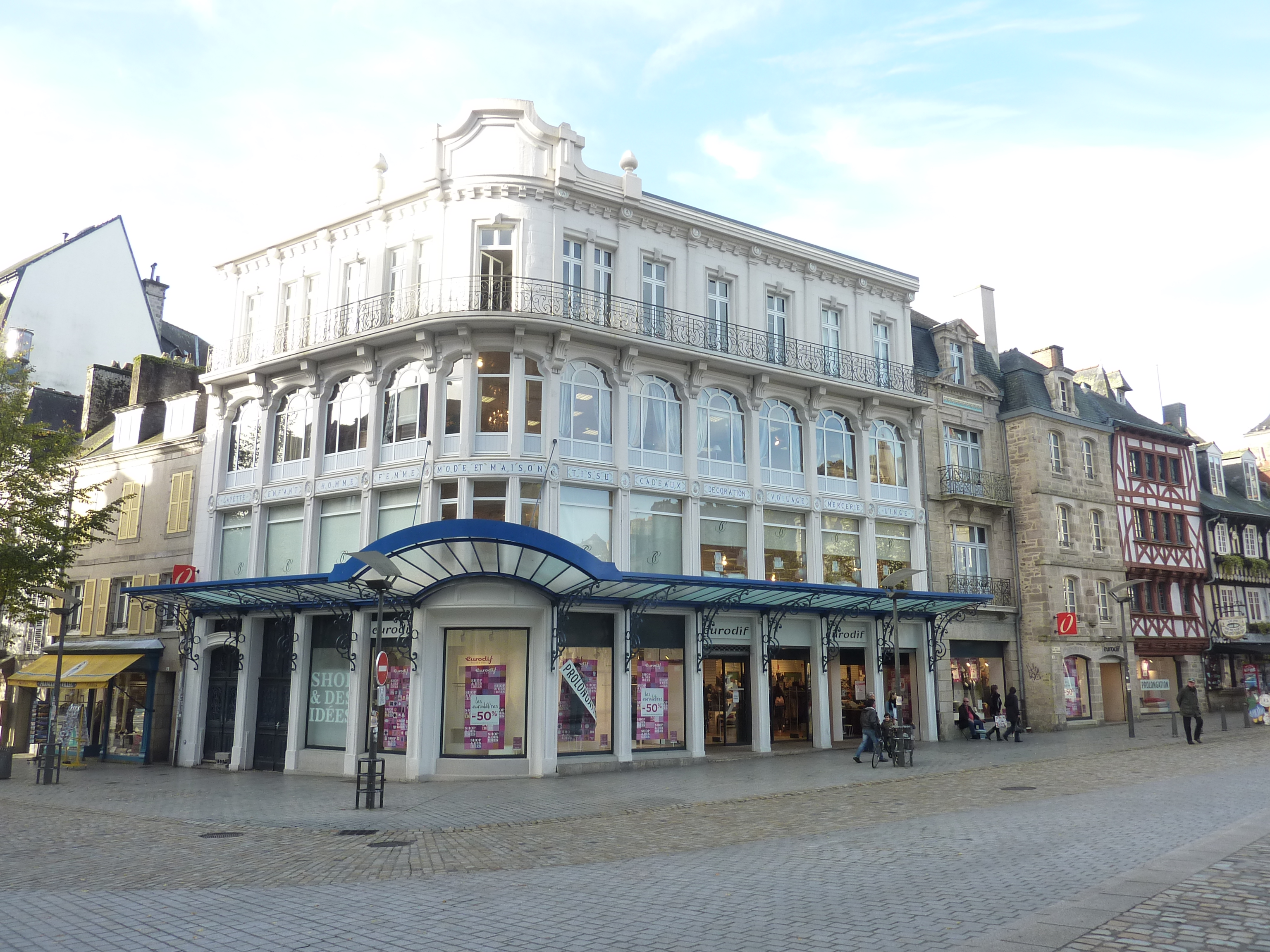
坎佩尔街头的一处商场

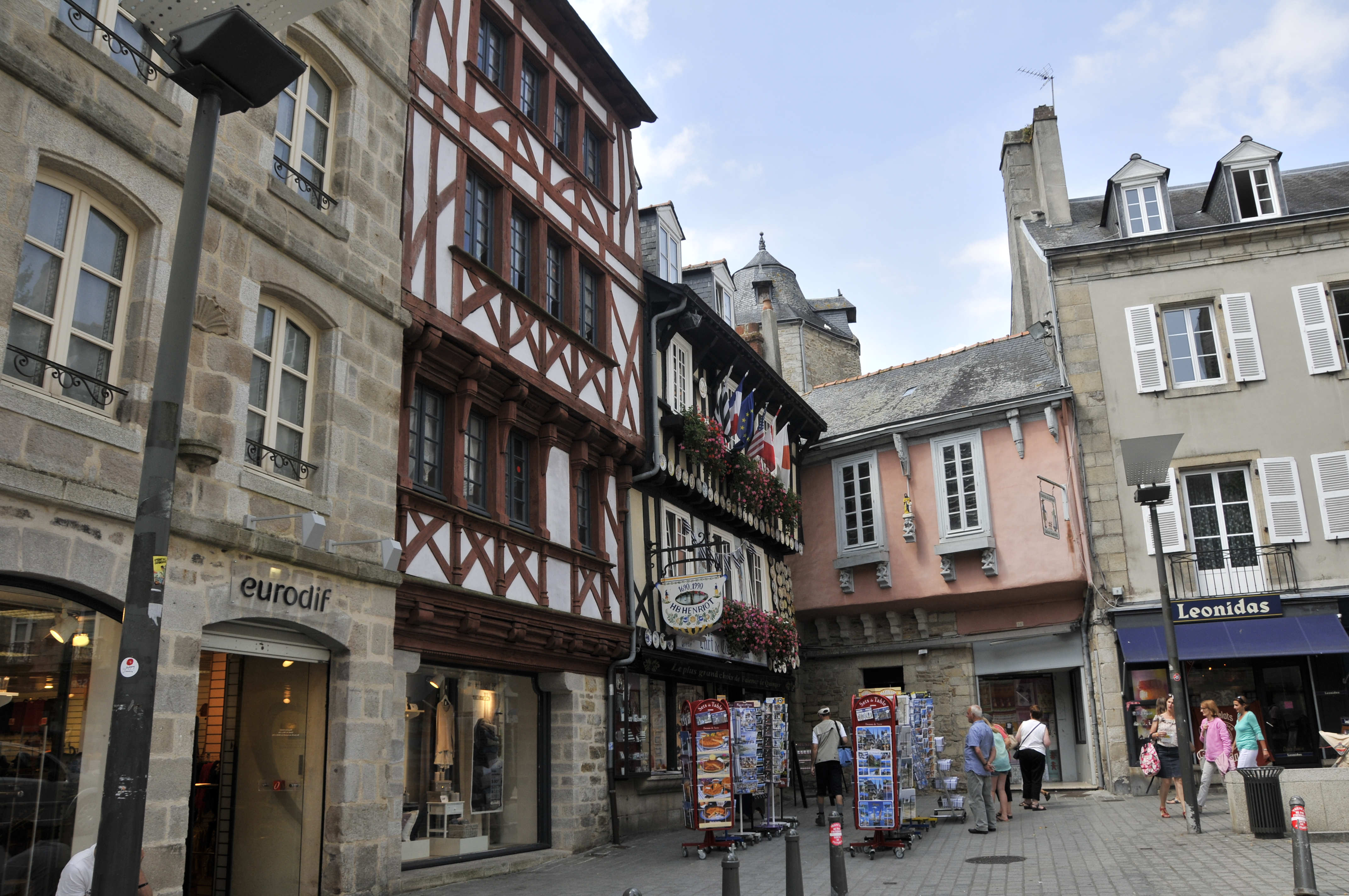
坎佩尔老城传统民居

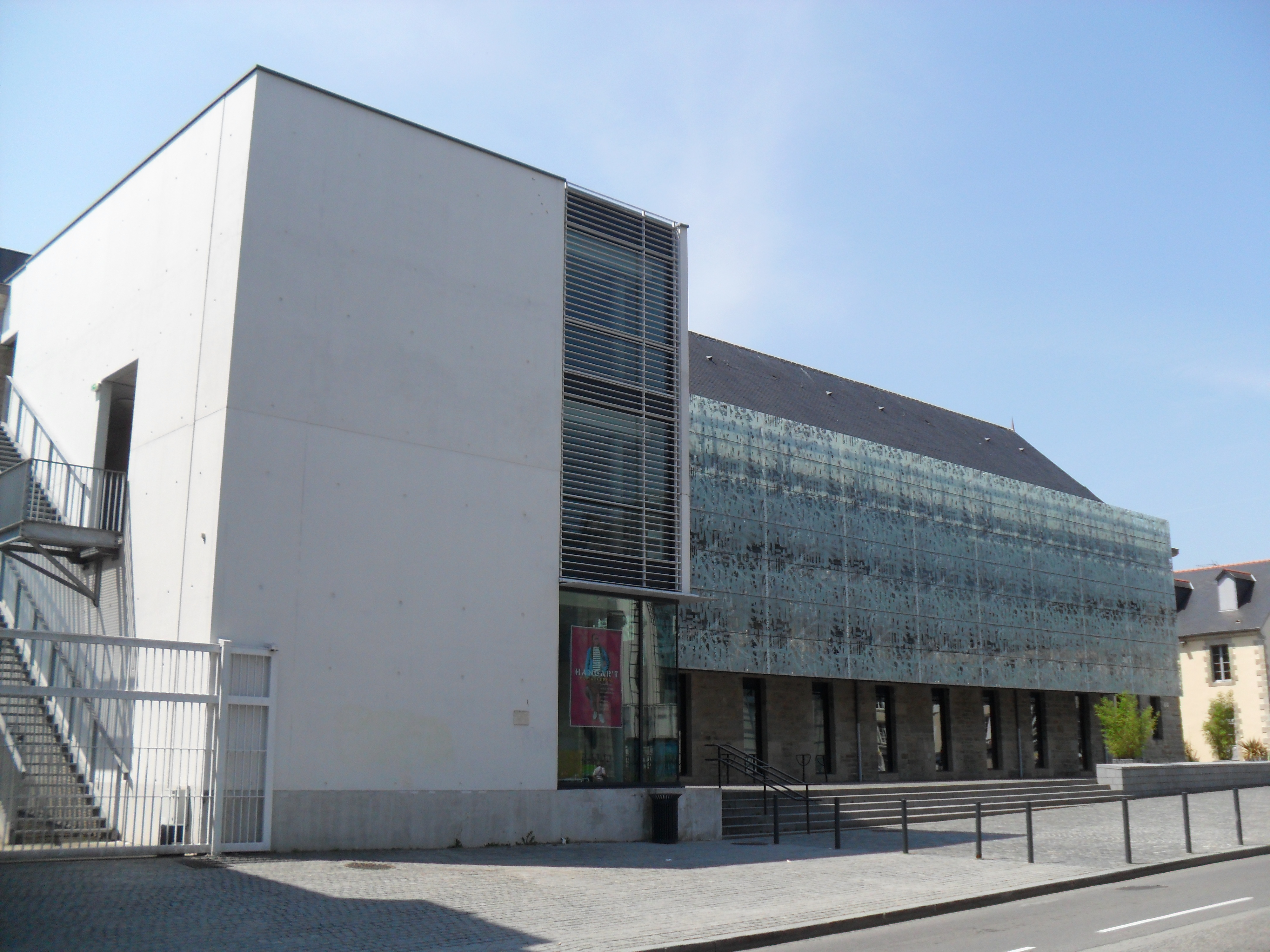
坎佩尔市政图书馆

### 教育
坎佩尔属于雷恩学区。截止2019年1月1日，坎佩尔境内共有3所幼儿园、27所小学、10所初级中学、7所普通高中、1所农业高中和5所职业高中，其中部分高中开设大学校预科班。2018至2019学年度，坎佩尔境内共有在校中小学生10,191名。
在高等教育方面，西布列塔尼大学是法国的一所综合性公立大学，在坎佩尔设有皮埃尔-雅凯·埃利亚校区，其文学系、政法系的部分专业以及坎佩尔大学应用技术学院在此授课。此外，布列塔尼高等欧洲艺术学校在坎佩尔设有分校。2019年，当地的高等教育阶段学生总数约为5,000。

### 医疗
截止2019年1月1日，坎佩尔境内共有全科医生75名、保健师81名、牙医70名、护士100名、耳科医生2名、眼科医生17名、皮肤科医生4名、助产士9名、儿科医生9名和妇科医生12名。境内共有药房31家、养老院11家、残疾人帮扶中心10家。
坎佩尔中心医院，全名为“科努瓦耶市际中心医院”（Centre hospitalier intercommunal de Cornouaille），是法国的一个区域性医疗系统，主病区“坎佩尔拉埃内克中心医院”（Centre Hôpital de René Théophile Laënnec de Quimper）位于坎佩尔市区，设有床位616个，是当地规模最大的公立综合性医院。

### 住房
2017年，坎佩尔境内共有各类住房37,858套，其中46.5%为独立式居民区，52.9%为集中式居民区。常住房屋占坎佩尔市镇范围内居民建筑总量的87.1%。集中式居民区主要分布在市区西部和南部，普遍建于20世纪60年代，其中凯尔穆瓦桑街区（Kermoysan）是城市优先发展区。
在住房保障政策方面，2017年，坎佩尔境内共有9,052户家庭获得了住房经济补助，受益人数占总人口数量的14.4%，其中8,555份为房租补助。
坎佩尔的房屋管理事务由其所处的公共社区负责，后者为其范围内的居民住房改造提供政策支持，同时履行法国住房部门的相关法律法规。2018年12月7日，坎佩尔西布列塔尼城市圈公共社区通过了当地的区域住房发展规划方案（PLH），为2019至2024年间当地的房屋建设及改造提供了引导。

### 商业
2019年，坎佩尔境内共有各类实体商铺1,818家，其中餐厅255家、大型超市21家、杂货店15家、面包房58家、肉铺23家、书店19家、装饰品店9家、银行门店58家、美容美发店99家、汽车维修店66家。坎佩尔大堂集市是坎佩尔老城主要的贸易中心，此外市中心的圣弗朗索瓦街（rue Saint-François）每周三和周六上午举办露天综合集市。坎佩尔近郊则主要有两处大型开放式商业街区，其中市区西南侧的凯尔德雷泽克商业区（Kerdrézec）入驻有家乐福和联合体育；北侧的古尔维利商业区（Gourvily）则集中了勒克莱尔超市、Netto超市、Darty电气商场、玩具店、肯德基等连锁零售及餐饮机构。

### 体育
2019年，坎佩尔境内共有2家游泳池、16间健身房、4座综合体育场、13处网球场、2处马术场、14处足球或橄榄球场、13处篮球或排球场以及1处高尔夫球场。
坎佩尔-凯尔凡坦足球俱乐部是当地的一支足球队，成立于1905年，曾于1970至1997年间参加职业联赛，2020至2021赛季参加布列塔尼大区足球联赛，其主场庞维利耶球场位于市区北部，可同时容纳超过8,000名观众，是当地规模最大的体育设施，其翻新计划于2019年被提出。
凯恩足球俱乐部则是当地的一支蓋爾式足球队，成立于2011年，参加布列塔尼盖尔式足球联赛。

### 环境
坎佩尔的环境事务由其所属的公共社区和坎佩尔市政府协调负责。2017年，坎佩尔西布列塔尼城市圈公共社区内共有27处饮用水取水点、7处生活垃圾处理中心和5处污水集中处理厂，其中科尔尼盖勒污水处理厂（station d'épuration du Corniguel）建成于2003年，日均处理污水达1.7万立方米，是当地规模最大的生活污水处理中心
2018年，坎佩尔境内共有5家污染企业。同年的二氧化氮浓度平均值为11µg/m³、臭氧浓度平均值为53µg/m³、二氧化硫浓度平均值为0、颗粒物平均值为25µg/m³、水体坤化物浓度为2µg/L、硝酸盐浓度为23.3mg/L。

### 治安
坎佩尔境内共有四个派出所，最近的国家宪兵队位于12公里外的普洛加斯泰勒-圣日耳曼境内。菲尼斯泰尔省消防总站位于坎佩尔境内。
2014年，坎佩尔及附近地区共发生各类案件3,707起，其中盗窃类案件2,160起，经济类案件517起，毒品交易类案件205起。

### 媒体
法国主要的媒体均可在坎佩尔接收，法国电视三台下属的布列塔尼大区频道在部分时段播出坎佩尔所属区域的地方新闻。《科努瓦耶进步报》创办于1907年，总部位于坎佩尔，是菲尼斯泰尔省南部地区的主要地方性刊物。

## 文化

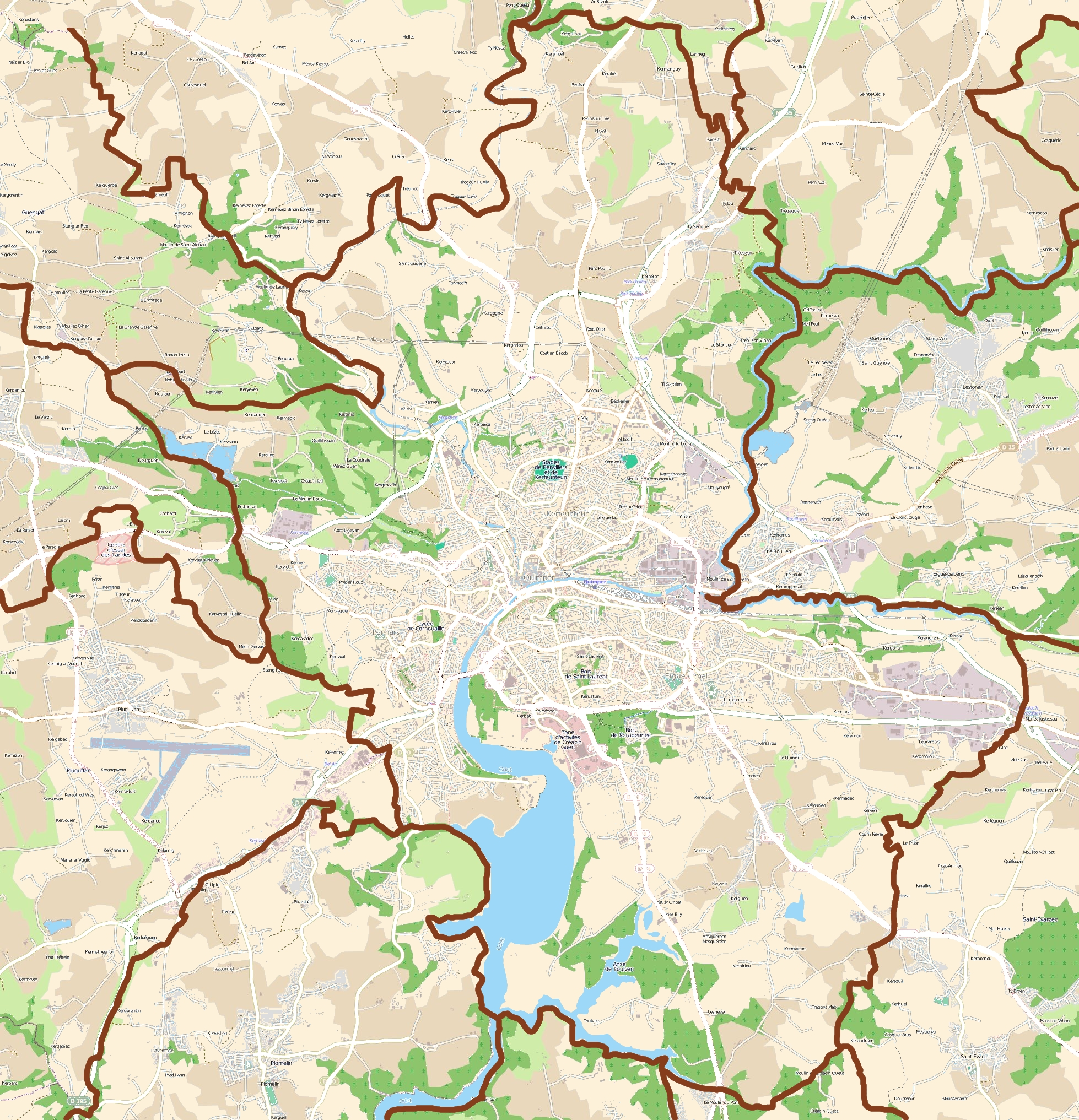
坎佩尔市镇地图

2019年，坎佩尔境内共有2家剧场、3家电影院、2家博物馆和1家音乐厅。坎佩尔市开设有11处图书馆或多媒体中心，向公众全年开放。

### 城市规划
坎佩尔老城区位于奥代河与斯泰伊尔河交汇处，市区街道总体较为规整，东西走向的凯雷翁街（rue Kéréon）西起斯泰伊尔河上的梅达尔桥（Pont Médard），东抵主教座堂正前方，是坎佩尔老城的城市主轴线。18世纪后，坎佩尔老城范围扩张至河流对岸，并出现了多条纵向的街道。1960年，坎佩尔与相邻的另外三个市镇合并，其行政区划范围由2平方千米扩张至84平方千米，城市区域开始向四周发展，东侧出现了工业区，南北两侧出现了开放式商业街区，而集中式居民楼（HLM）则分布于市郊的多个区域。
现代坎佩尔的城市规划与建设事务由其市政府及其所处的城市圈公共社区共同负责。2017年3月16日，坎佩尔市政府向公众发布了《坎佩尔城市区域发展总体规划》（PLU de Quimper），为当地的城市建设提供了总体发展方向。

### 建筑
坎佩尔境内有多处法国国家文物保护单位，其中坎佩尔主教座堂的主塔高40米，是当地的地标性建筑物。

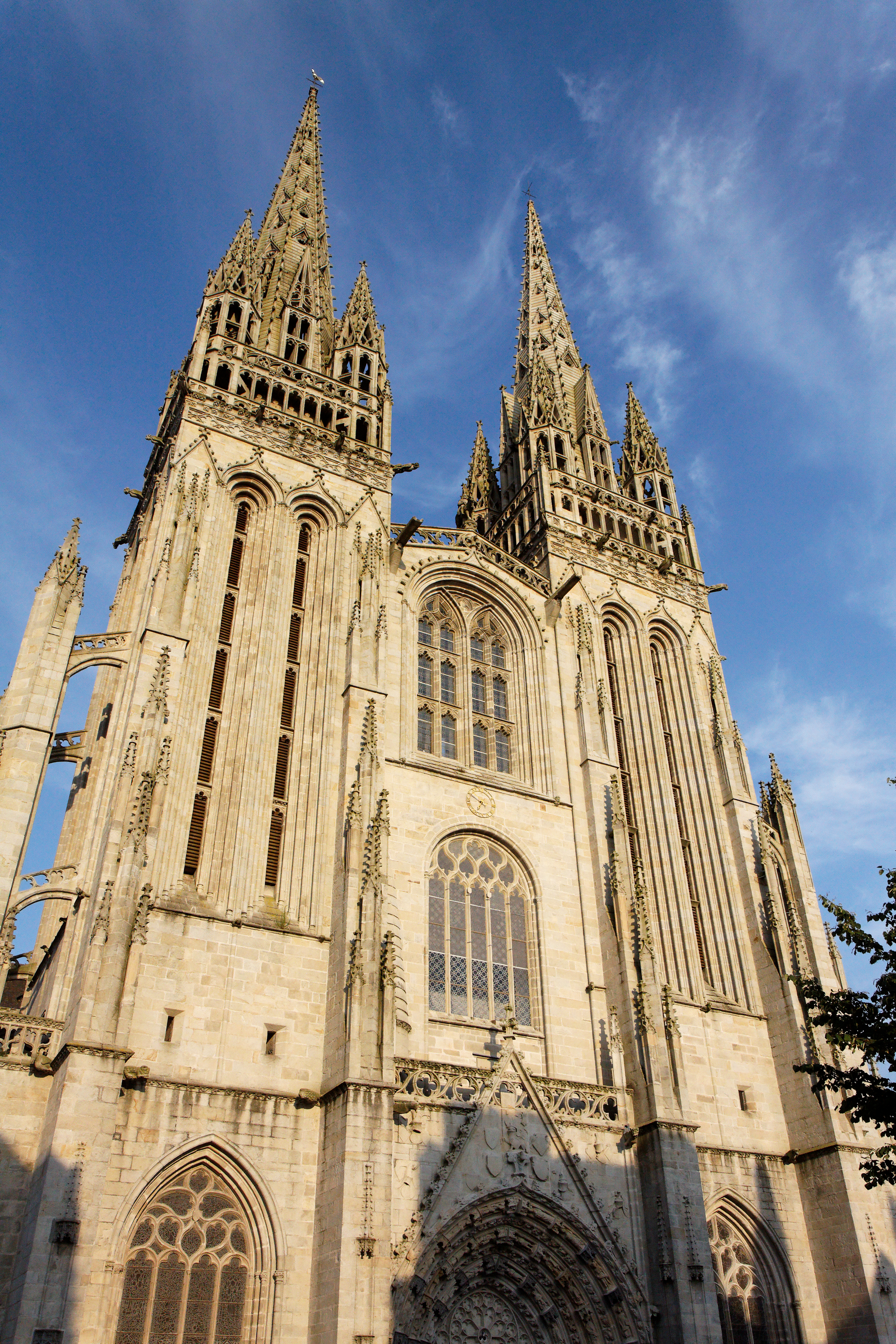
坎佩尔主教座堂
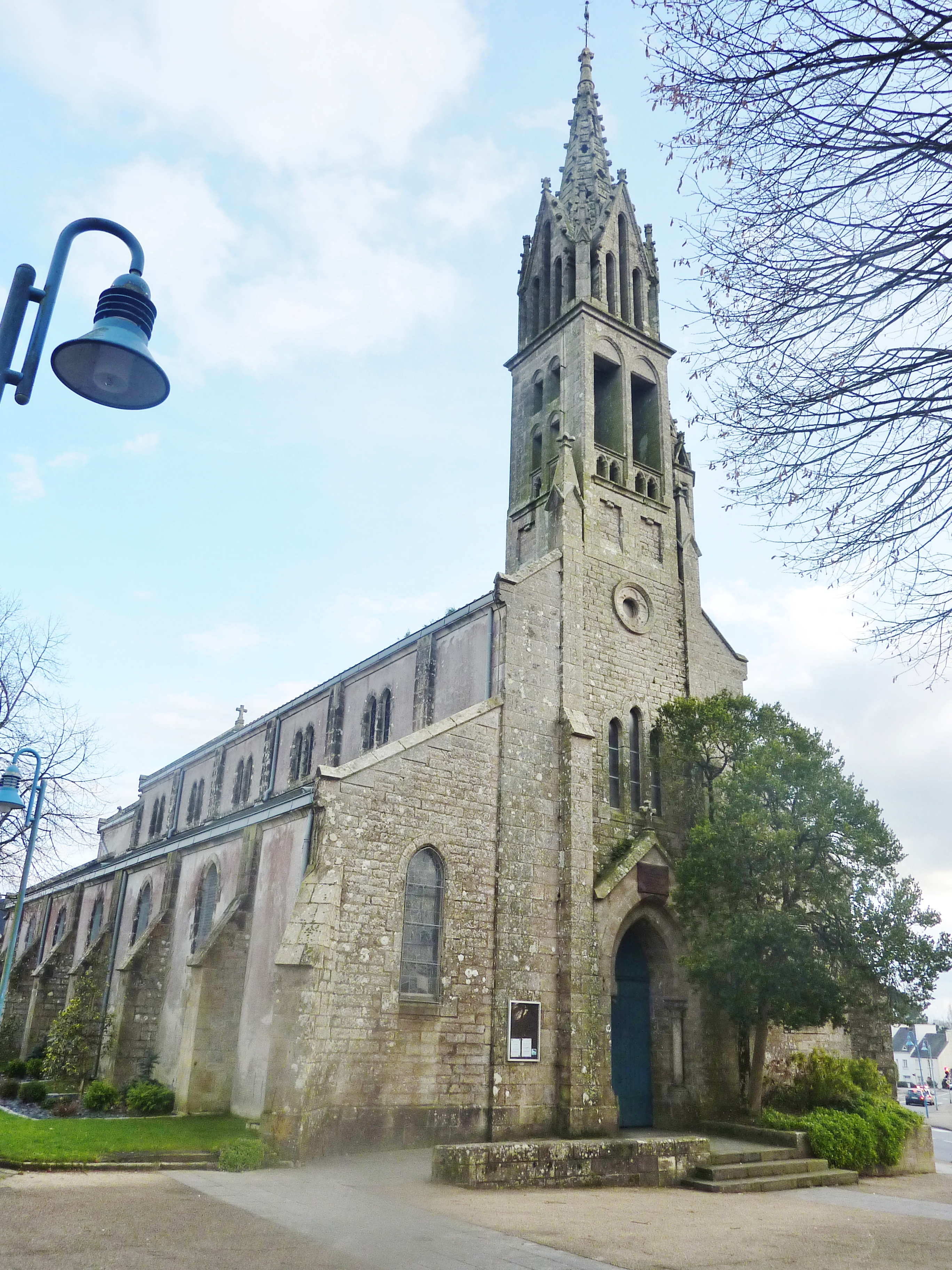
圣克莱尔教堂
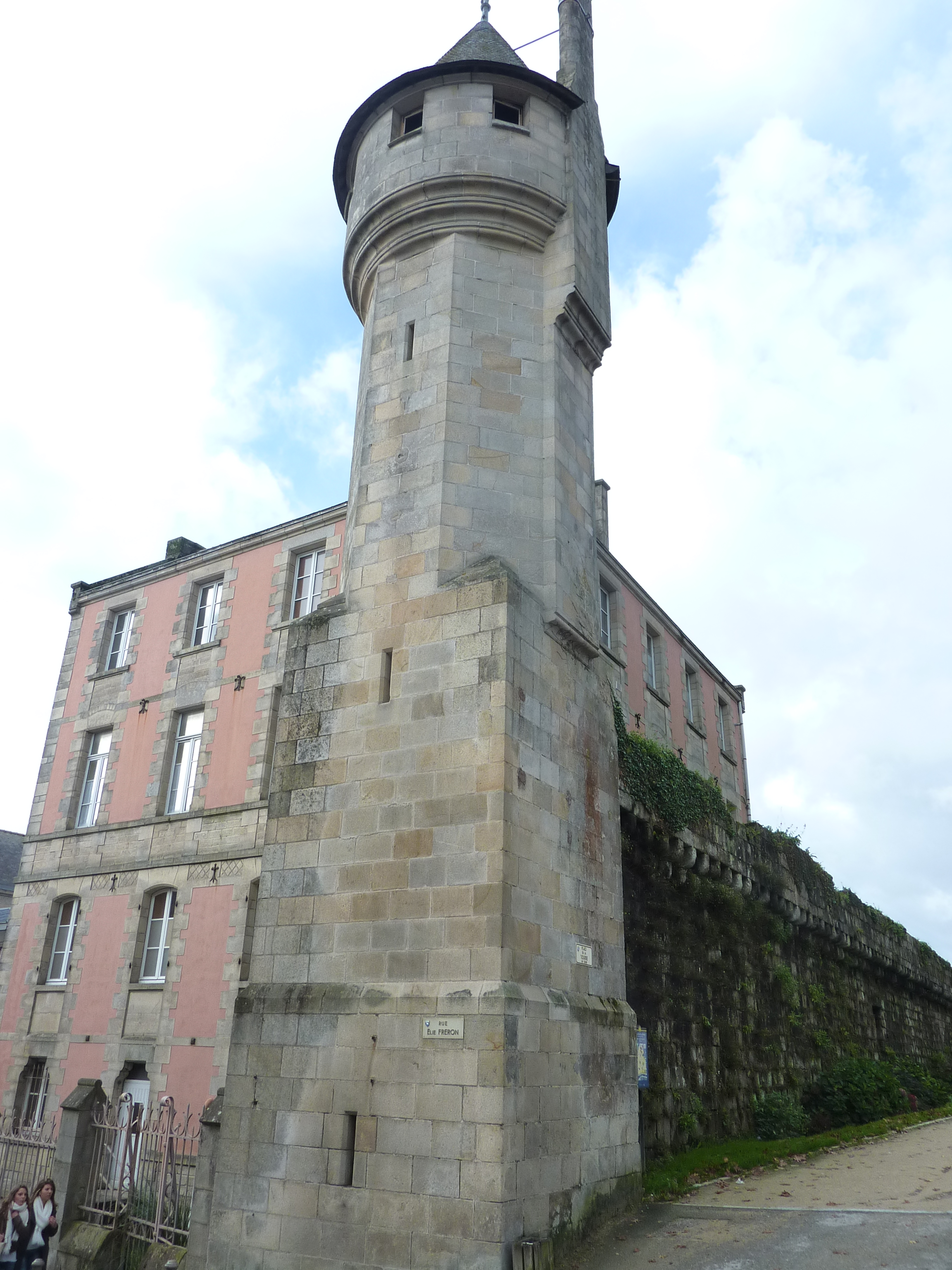
圣皮埃尔-圣保罗塔
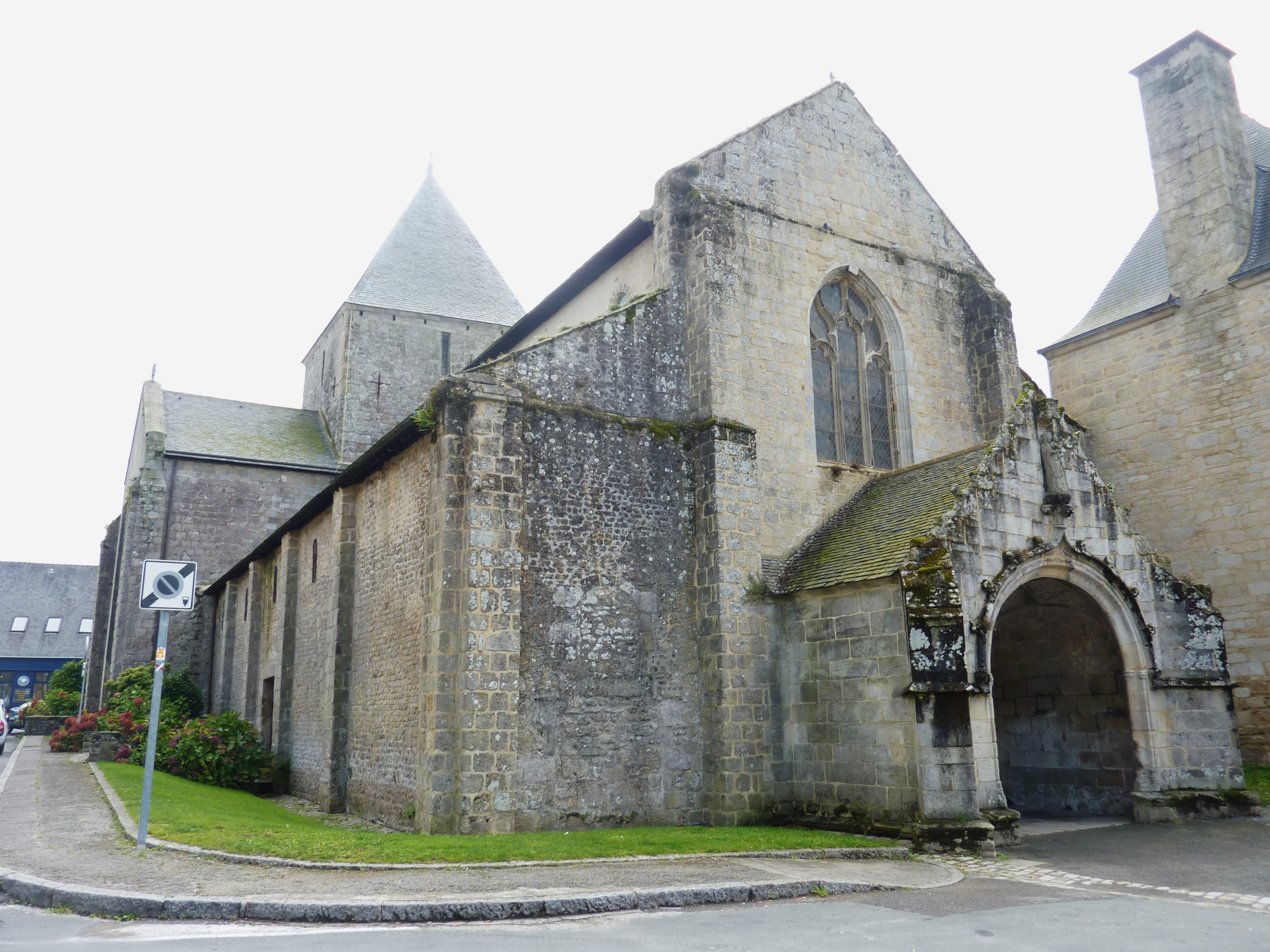
圣母修道院（法语：Couvent des Cordeliers）
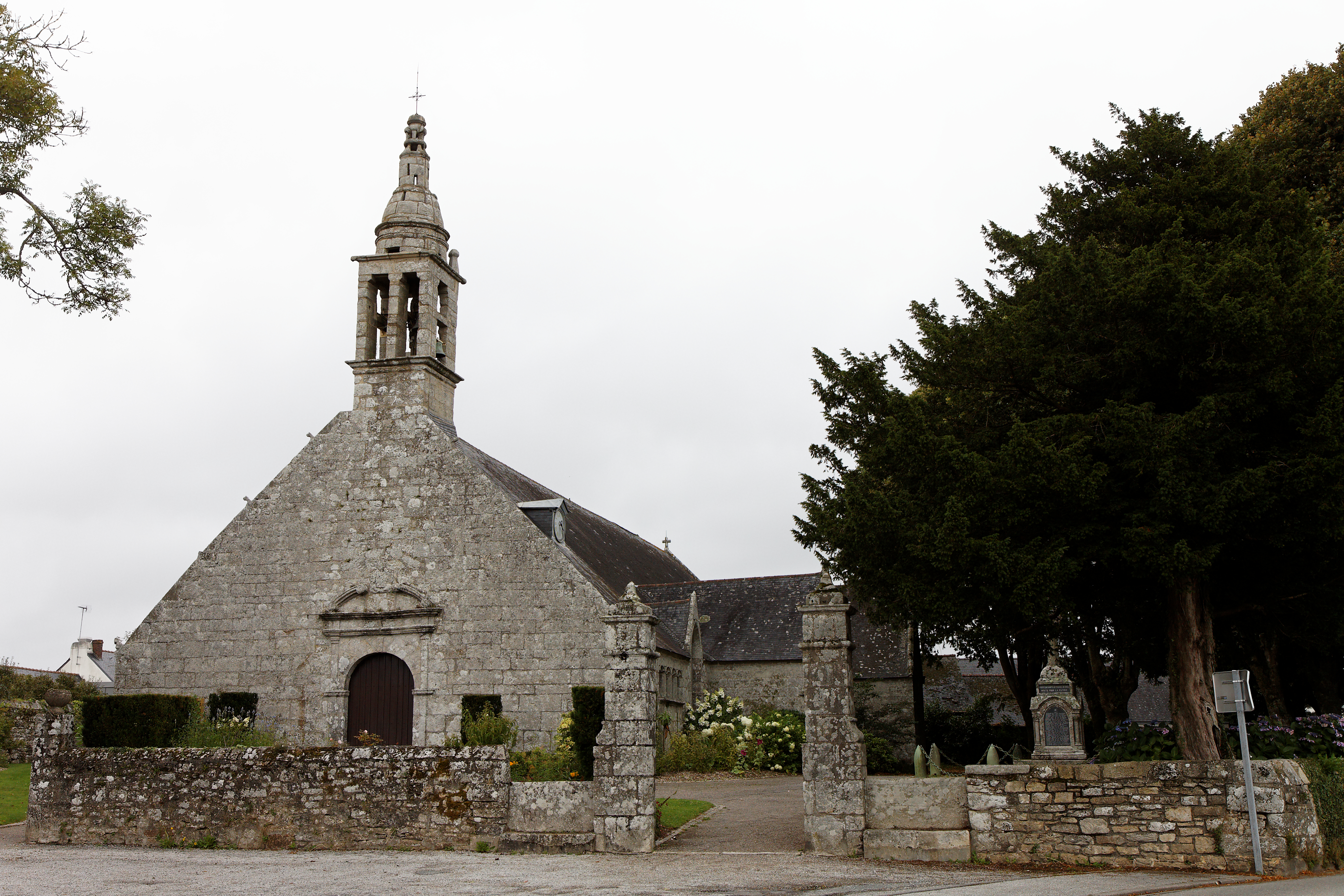
圣阿洛尔教堂
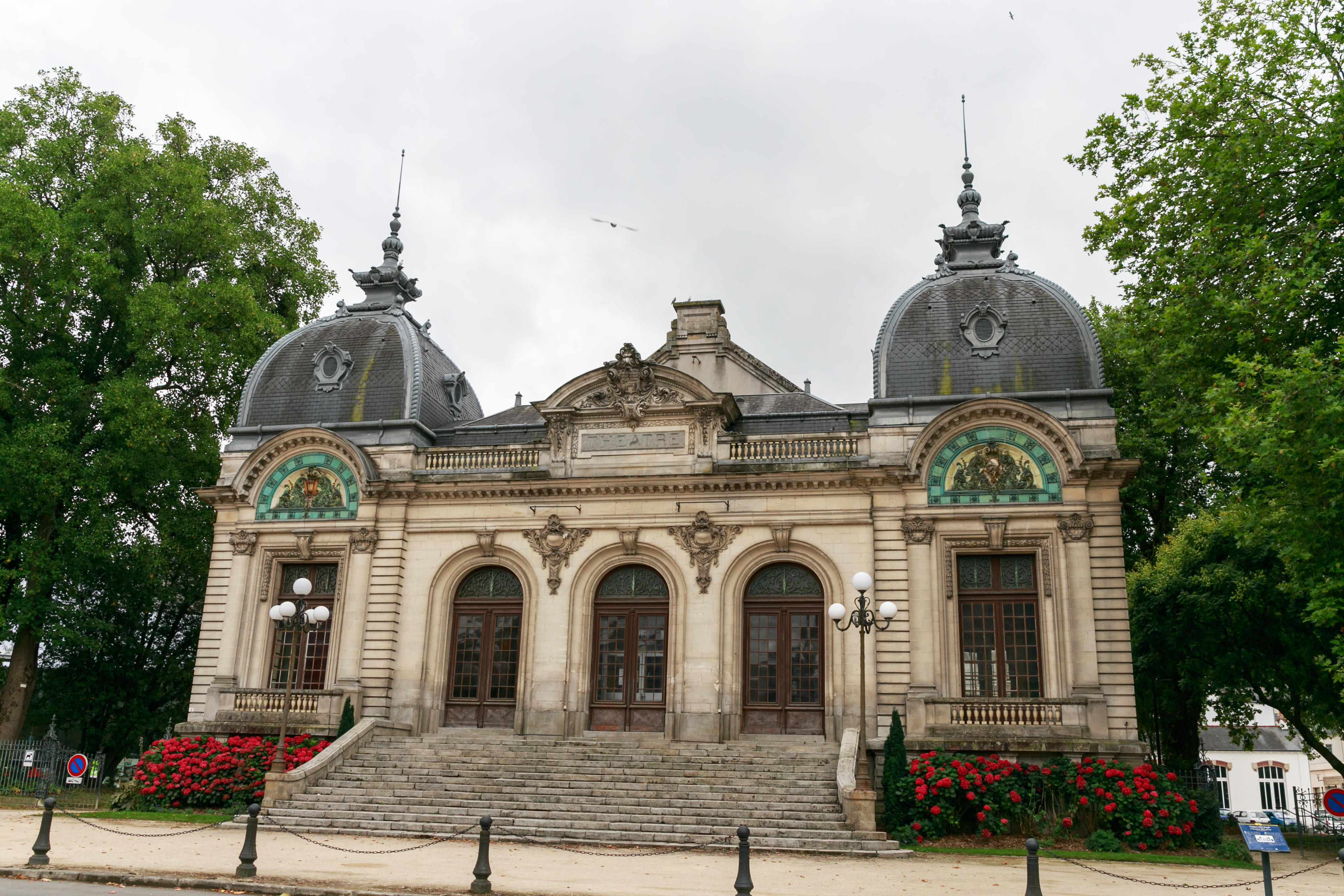
市政剧场
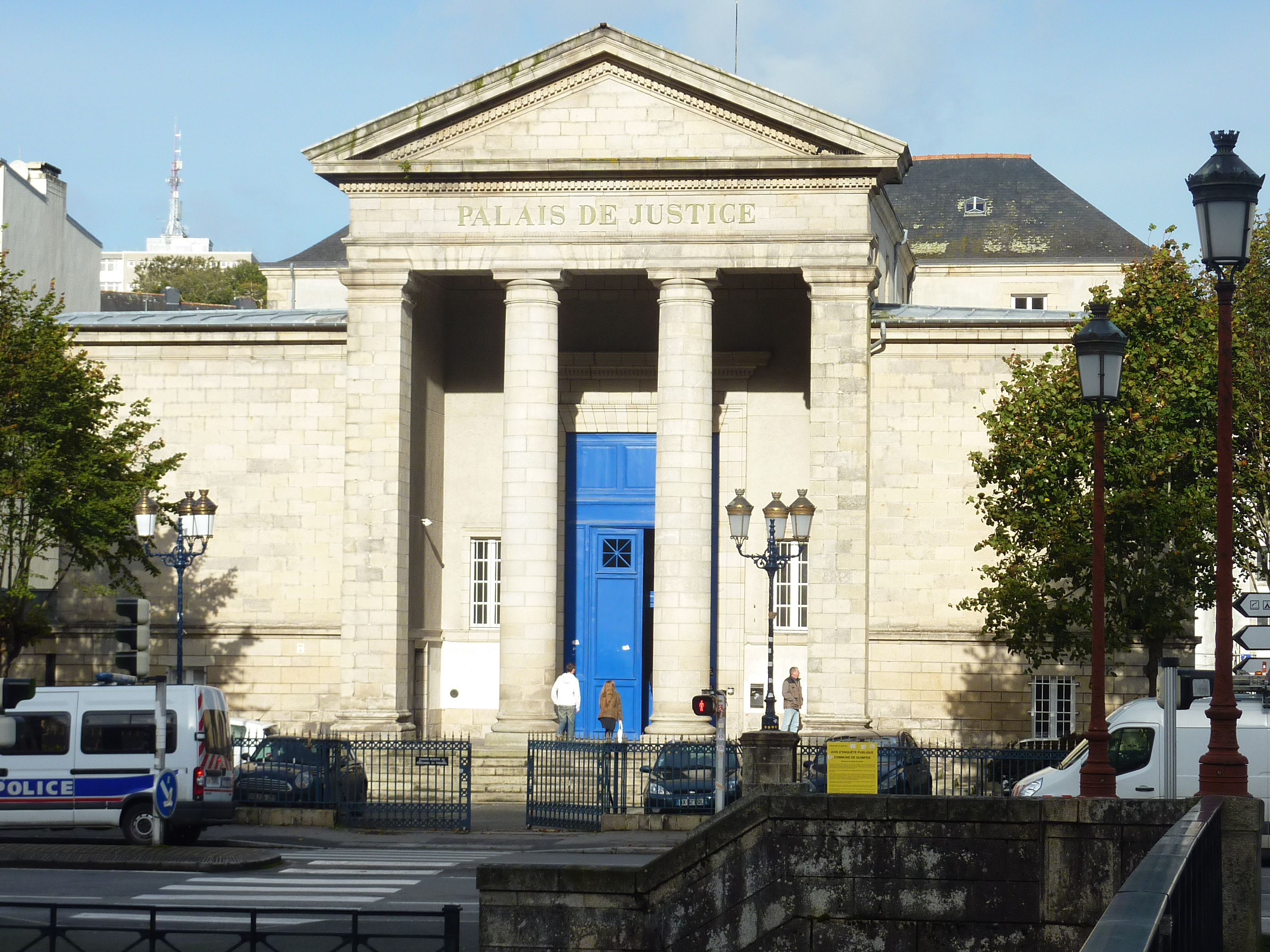
审判法院

### 旅游

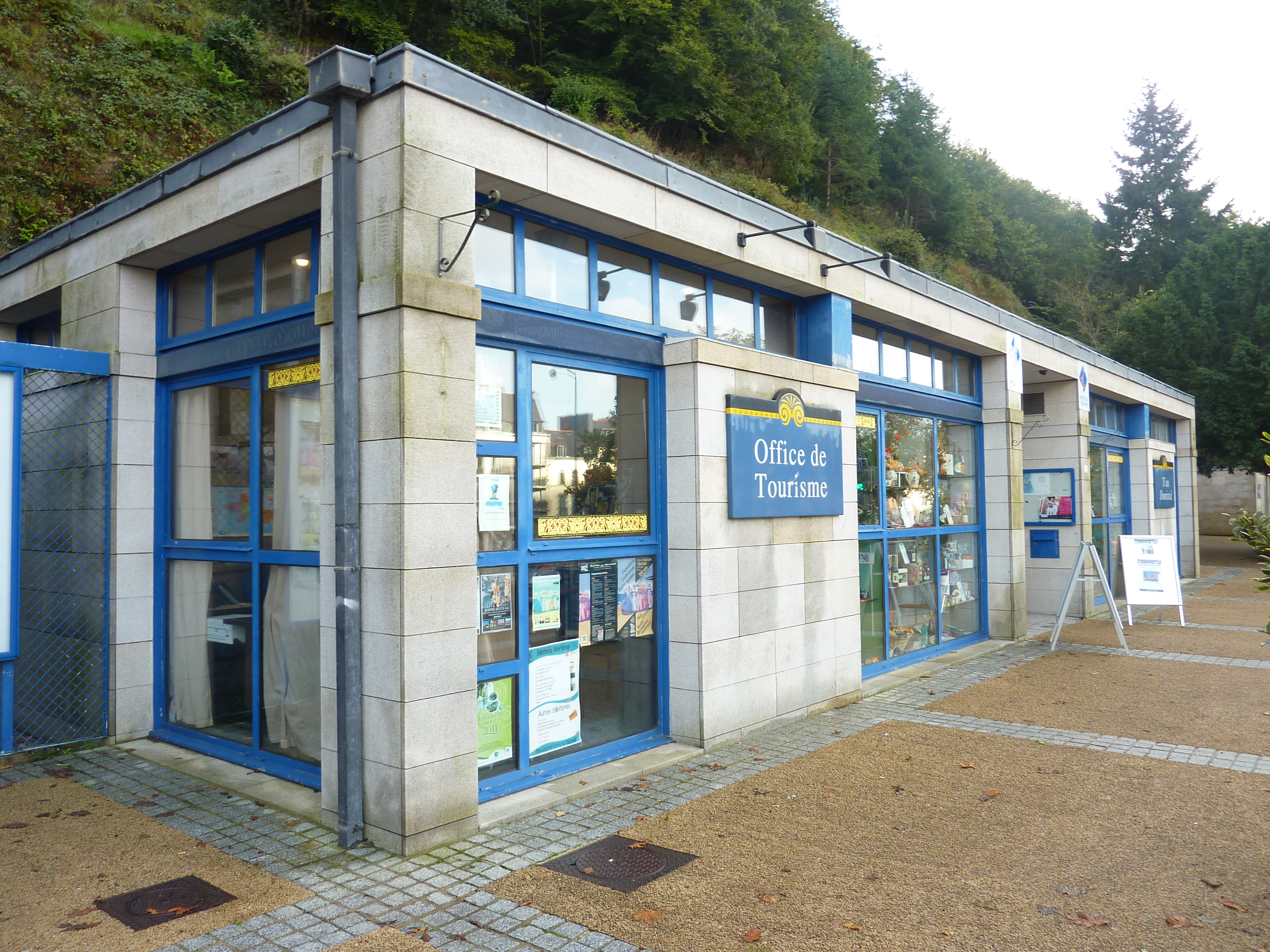
坎佩尔游客接待中心

坎佩尔是法国西部重要的旅游城市，因其境内的传统建筑而闻名，自1989年起被列入法国艺术与历史之城，同时也是前往布列塔尼半岛西南部各旅游景点的重要中转站。当地的旅游事务由其所属的公共社区负责。2020年，坎佩尔境内共有19家宾馆共计865间房间，另有2个露营地，可容纳共347辆露营车。

### 活动
坎佩尔因布列塔尼地方文化而闻名，当地每年举办多场各类活动，代表性项目包括科努瓦耶狂欢节、羁狂音乐节、雅卡雅莱音乐节、万圣夜狂欢节等。

### 宗教
坎佩尔是天主教坎佩尔教区的首府，该教区现任主教为洛朗·多尼安，其管辖范围与菲尼斯泰尔省重合，包含20个堂区，其中坎佩尔-圣科朗坦堂区（La Paroisse Quimper – Saint-Corentin）内共有8处祈祷室。
坎佩尔的伊斯兰社团随着外来移民数量的增加而得到发展，当地共有3处清真寺，其中佩纳尔清真寺（mosquée de Penhars）是当地规模最大的穆斯林活动中心，可容纳超过1,000名教徒，现任伊玛目切赫·蒂迪安（Cheikh Tidiane）于2019年1月上任。

### 语言

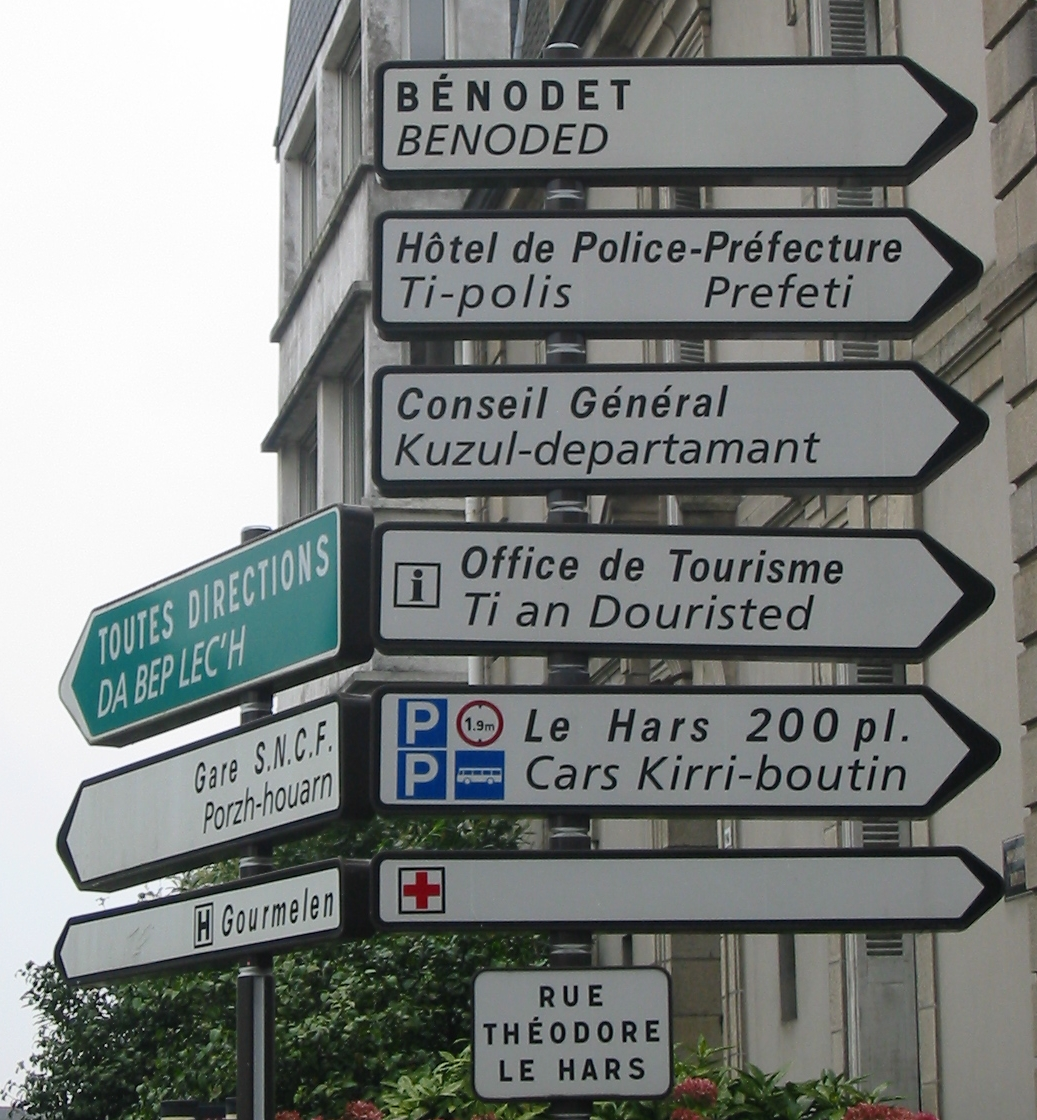
坎佩尔街头的双语路牌

坎佩尔所在的布列塔尼是法国较为典型的双语区，当地历史上通用布列塔尼语，“坎佩尔”一名的布列塔尼语为。自法国大革命及工业革命后，当地日常生活语言逐渐被现代法语代替。二战后，法国政府积极保护布列塔尼语及其文化。1977年，当地出现了第一所现代布列塔尼语教学机构，2008年2月8日，坎佩尔市政府宣布加入布列塔尼语促进组织。至2016年9月，坎佩尔境内已有690名中小学生选择布列塔尼语课程，当地的路牌等设施也有使用双语标注。

### 服饰
坎佩尔所处的区域在布列塔尼历史上被称为“格拉济克地区”，其名称来源于布列塔尼语，意为“小蓝”，指当地特有的一种布料。

### 瓷器

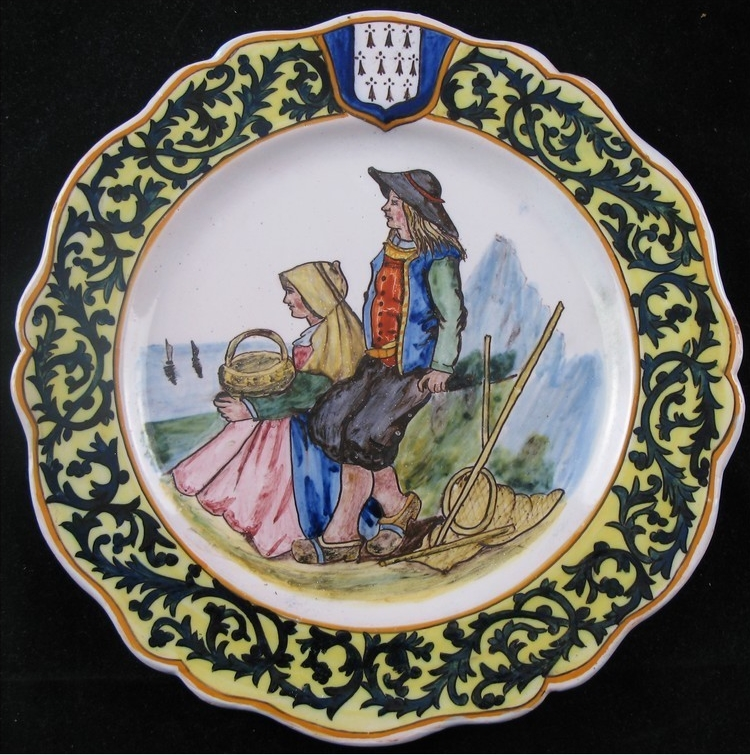
坎佩尔出产的一件瓷器

坎佩尔的瓷器生产起源于18世纪初，其材料通过法国西部多个区域引进，在生产过程中添加布列塔尼特有的艺术绘画，是坎佩尔近现代重要的非物质文化产品。20世纪后期因受到工业生产及国际竞争影响而逐渐衰败，当地的最后一家瓷窑1983年关闭，但仍有民间作坊进行少量生产。

### 饮食
坎佩尔地区的常见饮食与法国大部分地区相似，可丽饼和烤乳猪是当地的代表性地方食物。当地不定期举办各类美食节以及葡萄酒展览会。截至2020年10月，坎佩尔境内共有3家餐厅被列入《米其林星级餐厅名单》。

## 相关人物
听诊器发明者勒内·拉埃内克、艺术家馬克斯·雅各布、工程师埃米尔·勒穆瓦纳、第九任法国国防部部长夏尔·埃尔尼和布列塔尼音乐家达恩·阿尔·布拉斯出生于坎佩尔。

## 对外交流
截至2020年10月，坎佩尔共与六座城市互为友好城市关系，另有一个国家在坎佩尔设有领事馆：

### 友好城市
| - 德国 雷姆沙伊德 - 西班牙 奥伦塞 | - 爱尔兰 利默里克 - 義大利 福賈 | - 希腊 拉夫里翁 - 中国 烟台 |

### 领事馆
- 芬兰驻坎佩尔领事馆[社 43]

### 文献网站
- INSEE. . insee.fr.   [2020-10-09]. （原始内容存档于2020-11-11） （法语）.
- Hervé Glorennec, Jean-François Douguet. . Quimper: Centre culturel quimpérois. 2003: 406p. ISBN 978-2950656520 （法语）.

### 分类
历史类
1. ↑  Albert Deshayes. . Douarnenez: Le Chasse-Marée. 2003: 592p. ISBN 978-2914208253 （法语）.
2. ↑  Albert Dauzat et Charles Rostaing. . Paris: Larousse. 1996: 751p. ISBN 978-2850230769 （法语）.
3. ↑  quimper.bzh. . quimper.bzh.   [2020-10-09]. （原始内容存档于2020-10-13） （法语）.
4. ↑  Patrick Galliou. . Spézet: Coop Breizh. 2014: 487p. ISBN 978-2-84346-669-4 （法语）.
5. ↑  letelegramme.fr. . letelegramme.fr. 2019-03-11  [2020-10-09]. （原始内容存档于2020-11-11） （法语）.
6. ↑  voies-romaines-bretagne.com. . voies-romaines-bretagne.com.   [2020-10-11]. （原始内容存档于2020-09-17） （法语）.
7. ↑  Jean-François Simon. . Rennes: Presse Universitaire Rennes. 2011: 318p. ISBN 978-2753514614 （法语）.
8. ↑  infobretagne.com. . infobretagne.com.   [2020-10-09]. （原始内容存档于2020-11-11） （法语）.
9. ↑  Joëlle Quaghebeur. . Société archéologique du Finistère. 2001. ISBN 2-906790-05-2 （法语）.
10. ↑  letelegramme.fr. . letelegramme.fr. 2020-03-15  [2020-10-09]. （原始内容存档于2020-11-11） （法语）.
11. ↑  Jean-Pierre Leguay & Hervé Martin. . Rennes: Ouest-France. 1982: 435p. ISBN 285882309X （法语）.
12. ↑  Georges Minois. . Paris: Fayard. 1999: 571p. ISBN 978-2-213-60334-6 （法语）.
13. ↑  infobretagne.com. . infobretagne.com.   [2020-10-09]. （原始内容存档于2015-03-13） （法语）.
14. ↑  quimper.bzh. . quimper.bzh.   [2020-10-09]. （原始内容存档于2017-07-13） （法语）.
15. ↑  francearchives.fr. . francearchives.fr.   [2020-10-09]. （原始内容存档于2020-11-11） （法语）.
16. ↑  ouest-france.fr. . ouest-france.fr. 2014-05-27  [2020-10-09] （法语）.
17. ↑  letelegramme.fr. . letelegramme.fr. 2019-05-07  [2020-10-09]. （原始内容存档于2020-12-08） （法语）.
18. ↑  ouest-france.fr. . ouest-france.fr. 2010-08-09  [2020-10-09] （法语）.
19. ↑  ouest-france.fr. . ouest-france.fr. 2010-11-09  [2020-10-09]. （原始内容存档于2020-10-12） （法语）.
20. ↑  quimper.bzh. . quimper.bzh.   [2020-10-09]. （原始内容存档于2020-11-11） （法语）.
21. ↑  ouest-france.fr. . ouest-france.fr. 2019-02-02  [2020-10-09]. （原始内容存档于2020-11-21） （法语）.
22. ↑  letelegramme.fr. . letelegramme.fr. 2020-08-25  [2020-10-09]. （原始内容存档于2020-11-11） （法语）.
23. ↑  INA. . sites.ina.fr. 1992-09-28  [2020-10-09]. （原始内容存档于2020-11-11） （法语）.
24. ↑  quimper-bretagne-occidentale.bzh. . quimper-bretagne-occidentale.bzh.   [2020-10-09]. （原始内容存档于2020-11-11） （法语）.
25. ↑  lemonde.fr. . lemonde.fr. 2013-11-04  [2020-10-09]. （原始内容存档于2020-11-11） （法语）.
26. ↑  Jean-Pierre Nennig. . . JPN éditions. 2008: 272p. ISBN 2-9519898-5-7 （法语）.
27. ↑  letelegramme.fr. . letelegramme.fr. 2017-04-21  [2020-10-11]. （原始内容存档于2020-11-11） （法语）.

地理类
1. ↑  . infoclimat.fr.   [2020-10-11]. （原始内容存档于2020-11-11） （法语）.
2. ↑  collectivites-locales.gouv.fr. . collectivites-locales.gouv.fr.   [2020-10-11]. （原始内容存档于2017-08-03） （法语）.
3. ↑  ouest-france.fr. . ouest-france.fr.   [2020-10-11] （法语）.
4. ↑  insee.fr. . insee.fr.   [2020-10-11]. （原始内容存档于2018-07-24） （法语）.
5. ↑  insee.fr. . insee.fr.   [2020-10-11]. （原始内容存档于2020-11-11） （法语）.
6. ↑  insee.fr. . insee.fr.   [2021-04-29]. （原始内容存档于2020-11-10） （法语）.
7. ↑  insee.fr. . insee.fr.   [2021-04-29]. （原始内容存档于2020-12-01） （法语）.
8. ↑  sig.ville.gouv.fr. . sig.ville.gouv.fr.   [2020-10-11]. （原始内容存档于2020-11-11） （法语）.
9. ↑  breizhgo.bzh. . breizhgo.bzh.   [2020-10-11]. （原始内容存档于2020-11-11） （法语）.
10. ↑  garesetconnexions.sncf. . garesetconnexions.sncf.   [2020-10-12]. （原始内容存档于2020-11-11） （法语）.
11. ↑  TER Bretagne. . ter.sncf.fr.   [2020-10-11]. （原始内容存档于2020-11-11） （法语）.
12. ↑  ressources.data.sncf.com. . ressources.data.sncf.com.   [2020-10-11]. （原始内容存档于2020-10-15） （法语）.
13. ↑  quimper.aeroport.bzh. . quimper.aeroport.bzh.   [2020-10-11]. （原始内容存档于2020-09-22） （法语）.
14. ↑  qub.fr. . qub.fr.   [2020-10-11]. （原始内容存档于2020-10-25） （法语）.
15. ↑  insee.fr. . insee.fr.   [2021-04-29]. （原始内容存档于2021-05-01） （法语）.
16. ↑  Commune de Quimper (29232) - commune actuelle（法文）
17. ↑  Cassini. . cassini.ehess.fr.   [2020-10-11]. （原始内容存档于2020-11-11） （法语）.
18. ↑  Cassini. . cassini.ehess.fr.   [2020-10-11]. （原始内容存档于2016-03-03） （法语）.
19. ↑  Cassini. . cassini.ehess.fr.   [2020-10-11]. （原始内容存档于2020-11-11） （法语）.
20. ↑  Cassini. . cassini.ehess.fr.   [2020-10-11]. （原始内容存档于2016-03-03） （法语）.
21. ↑  communes.com. . communes.com.   [2020-10-11]. （原始内容存档于2022-02-13） （法语）.

社科类
1. ↑  france3-regions.francetvinfo.fr. . france3-regions.francetvinfo.fr. 2015-11-25  [2020-10-12]. （原始内容存档于2020-11-11） （法语）.
2. ↑  qub.fr. . qub.fr.   [2020-10-11]. （原始内容存档于2020-11-11） （法语）.
3. ↑  qub.fr. . qub.fr.   [2020-10-11]. （原始内容存档于2020-11-11） （法语）.
4. ↑  bretagne-ouest.cci.bzh (编). . bretagne-ouest.cci.bzh.   [2020-10-11]. （原始内容存档于2020-11-11） （法语）.
5. ↑  Manageo (编). . manageo.fr.   [2020-10-11]. （原始内容存档于2020-11-11） （法语）.
6. ↑  Le Figaro (编). . entreprises.lefigaro.fr.   [2021-04-29]. （原始内容存档于2020-10-22） （法语）.
7. ↑  INSEE, Dossier complet - Commune de Quimper (29232), EMP T7 - Emplois par catégorie socioprofessionnelle en 2017 （法文）
8. ↑  agence-api.ouest-france.fr (编). . agence-api.ouest-france.fr. 2020-06-05  [2020-10-11]. （原始内容存档于2020-11-11） （法语）.
9. ↑  JDN (编). . journaldunet.fr.   [2020-10-11]. （原始内容存档于2020-11-11） （法语）.
10. ↑  Ministère de la Cohésion des territoires et des Relations avec les collectivités territoriales (编). . cohesion-territoires.gouv.fr.   [2021-04-29]. （原始内容存档于2021-04-30） （法语）.
11. ↑  JDN (编). . journaldunet.fr.   [2021-04-29]. （原始内容存档于2020-07-25） （法语）.
12. ↑  JDN (编). . journaldunet.fr.   [2020-10-11]. （原始内容存档于2020-11-11） （法语）.
13. ↑  JDN (编). . journaldunet.fr.   [2020-10-11]. （原始内容存档于2020-11-11） （法语）.
14. ↑  FHF. . etablissements.fhf.fr.   [2020-10-11]. （原始内容存档于2020-11-11） （法语）.
15. ↑  . linternaute.com.   [2020-10-11]. （原始内容存档于2020-11-11） （法语）.
16. ↑  . quimper-bretagne-occidentale.bzh.   [2020-10-11]. （原始内容存档于2020-11-11） （法语）.
17. ↑  . quimper-bretagne-occidentale.bzh.   [2020-10-11]. （原始内容存档于2020-11-11） （法语）.
18. ↑  . linternaute.com.   [2020-10-11]. （原始内容存档于2020-11-11） （法语）.
19. ↑  . halles-cornouaille.com.   [2020-10-11]. （原始内容存档于2020-09-30） （法语）.
20. ↑  . jours-de-marche.fr.   [2020-10-11]. （原始内容存档于2020-11-11） （法语）.
21. ↑  . linternaute.com.   [2020-10-11]. （原始内容存档于2020-11-11） （法语）.
22. ↑  FÉDÉRATION FRANÇAISE DE FOOTBALL (编). . fff.fr.   [2020-10-11]. （原始内容存档于2016-06-30） （法语）.
23. ↑  OUEST FRANCE (编). . ouest-france.fr. 2019-06-12  [2020-10-11]. （原始内容存档于2020-10-14） （法语）.
24. ↑  . quimper.bzh.   [2020-10-11]. （原始内容存档于2020-11-11） （法语）.
25. ↑  . quimper-bretagne-occidentale.bzh.   [2020-10-11]. （原始内容存档于2020-11-11） （法语）.
26. ↑  . quimper-bretagne-occidentale.bzh.   [2020-10-11]. （原始内容存档于2020-11-28） （法语）.
27. ↑  . quimper-bretagne-occidentale.bzh.   [2020-10-11]. （原始内容存档于2020-11-11） （法语）.
28. ↑  . quimper-bretagne-occidentale.bzh.   [2020-10-11]. （原始内容存档于2020-11-11） （法语）.
29. ↑  . linternaute.com.   [2020-10-11]. （原始内容存档于2020-11-11） （法语）.
30. ↑  linternaute (编). . linternaute.   [2020-10-11]. （原始内容存档于2020-11-11） （法语）.
31. ↑  linternaute (编). . linternaute.   [2020-10-11]. （原始内容存档于2020-11-11） （法语）.
32. ↑  demarchesadministratives.fr. . demarchesadministratives.fr.   [2020-10-11]. （原始内容存档于2020-11-11） （法语）.
33. ↑  demarchesadministratives.fr. . demarchesadministratives.fr.   [2020-10-11]. （原始内容存档于2020-11-11） （法语）.
34. ↑  sdis29.fr. . sdis29.fr.   [2020-03-19]. （原始内容存档于2020-11-11） （法语）.
35. ↑  . linternaute.com.   [2020-10-11]. （原始内容存档于2020-11-11） （法语）.
36. ↑  France 3 Bretagne (编). . france3-regions.francetvinfo.fr.   [2020-10-11]. （原始内容存档于2020-11-11） （法语）.
37. ↑  annonces-legales.fr (编). . annonces-legales.fr.   [2020-10-11]. （原始内容存档于2020-11-27） （法语）.
38. ↑  mediatheques.quimper-bretagne-occidentale.bzh (编). . mediatheques.quimper-bretagne-occidentale.bzh.   [2020-10-11]. （原始内容存档于2020-11-11） （法语）.
39. ↑  quimper.bzh (编). . quimper.bzh.   [2020-10-11]. （原始内容存档于2020-10-27） （法语）.
40. ↑  quimper.bzh (编). . quimper.bzh.   [2020-10-11]. （原始内容存档于2020-11-11） （法语）.
41. ↑  quimper-tourisme.bzh (编). . quimper-tourisme.bzh.   [2020-10-11]. （原始内容存档于2020-11-11） （法语）.
42. ↑  quimper.bzh. . quimper.bzh.   [2020-10-11]. （原始内容存档于2020-11-11） （法语）.
43. ↑  ambassades.net. . ambassades.net.   [2020-10-11]. （原始内容存档于2020-11-11） （法语）.

文化类
1. ↑  quimper.bzh. . quimper.bzh.   [2020-10-09]. （原始内容存档于2020-10-28） （法语）.
2. ↑  ac-rennes.fr. . ac-rennes.fr.   [2020-10-11]. （原始内容存档于2019-06-12） （法语）.
3. ↑  . linternaute.com.   [2020-10-11]. （原始内容存档于2020-11-11） （法语）.
4. ↑  . villedata.fr.   [2020-10-11]. （原始内容存档于2020-11-11） （法语）.
5. ↑  . univ-brest.fr.   [2020-10-11]. （原始内容存档于2020-11-11） （法语）.
6. ↑  . studyrama.com. 2019-12-10  [2020-10-11]. （原始内容存档于2020-11-11） （法语）.
7. ↑  gaeliquequimper.wixsite.com (编). . gaeliquequimper.wixsite.com.   [2020-10-11]. （原始内容存档于2020-10-13） （法语）.
8. ↑  quimper.maville.com (编). . quimper.maville.com.   [2020-10-11]. （原始内容存档于2019-02-19） （法语）.
9. ↑  diocese-quimper.fr (编). . diocese-quimper.fr.   [2020-10-11]. （原始内容存档于2020-11-11） （法语）.
10. ↑  diocese-quimper.fr (编). . diocese-quimper.fr.   [2020-10-11]. （原始内容存档于2020-11-13） （法语）.
11. ↑  trouvetamosquee.fr (编). . trouvetamosquee.fr.   [2020-10-11]. （原始内容存档于2020-11-11） （法语）.
12. ↑  ouest-france.fr (编). . ouest-france.fr. 2019-01-24  [2020-10-11]. （原始内容存档于2019-01-26） （法语）.
13. ↑  ouest-france.fr (编). . ouest-france.fr. 2019-01-25  [2020-10-11] （法语）.
14. ↑  Jean Le Dû. . CRBC / UBO. 2001: p454. ISBN 2-901737-49-8 （法语）.
15. ↑  fr.brezhoneg.bzh (编). . fr.brezhoneg.bzh.   [2020-10-11]. （原始内容存档于2019-12-01） （法语）.
16. ↑  Marie-Paule Postec, Anne-Marie Goalès, Paul Balbous. . Spézet: Coop Breizh. : 487p  [2020-10-11]. ISBN 978-2843466601. （原始内容存档于2020-11-11） （法语）.
17. ↑  Christian De la Hubaudière et Chantal Soudée Lacombe. . Lilou. 2007. ISBN 978-2951023314 （法语）.
18. ↑  keldelice.com. . keldelice.com.   [2020-10-11]. （原始内容存档于2020-11-11） （法语）.
19. ↑  letelegramme.fr. . letelegramme.fr. 2019-11-15  [2020-10-11]. （原始内容存档于2020-11-11） （法语）.
20. ↑  restaurant.michelin.fr. . restaurant.michelin.fr.   [2020-10-11]. （原始内容存档于2020-11-11） （法语）. 3 Restaurants trouvés

综合类
1. 1 2 3 4  communes.com. . communes.com.   [2020-10-11]. （原始内容存档于2020-11-11） （法语）.
2. 1 2 3 4 5 6 7 8 9 10 11 12 13 14 15 16 17 18  Géoportail. . Géoportail.   [2020-10-11]. （原始内容存档于2017-01-29） （法语）.
3. 1 2  quimper.bzh. . quimper.bzh.   [2020-10-09]. （原始内容存档于2020-11-11） （法语）.
4. 1 2 3 4 5 6  quimper.bzh. . quimper.bzh.   [2020-10-09]. （原始内容存档于2020-09-19） （法语）.
5. 1 2 3  quimper.bzh. . quimper.bzh.   [2020-10-09]. （原始内容存档于2020-09-19） （法语）.
6. 1 2  quimper.bzh. . quimper.bzh.   [2020-10-09]. （原始内容存档于2020-09-19） （法语）.
7. 1 2 3  . linternaute.fr.   [2020-10-11]. （原始内容存档于2020-11-11） （法语）.
8. 1 2  . linternaute.com.   [2020-10-11]. （原始内容存档于2020-11-11） （法语）.
9. 1 2  Le Monde (编). . lemonde.fr.   [2020-10-11]. （原始内容存档于2021-01-04） （法语）.
10. 1 2 3  INSEE, Dossier complet - Commune de Quimper (29232), EMP T7 - Emplois par catégorie socioprofessionnelle en 2017 （法文）
11. 1 2  . linternaute.com.   [2020-10-11]. （原始内容存档于2020-11-11） （法语）.